# The Beach Boys

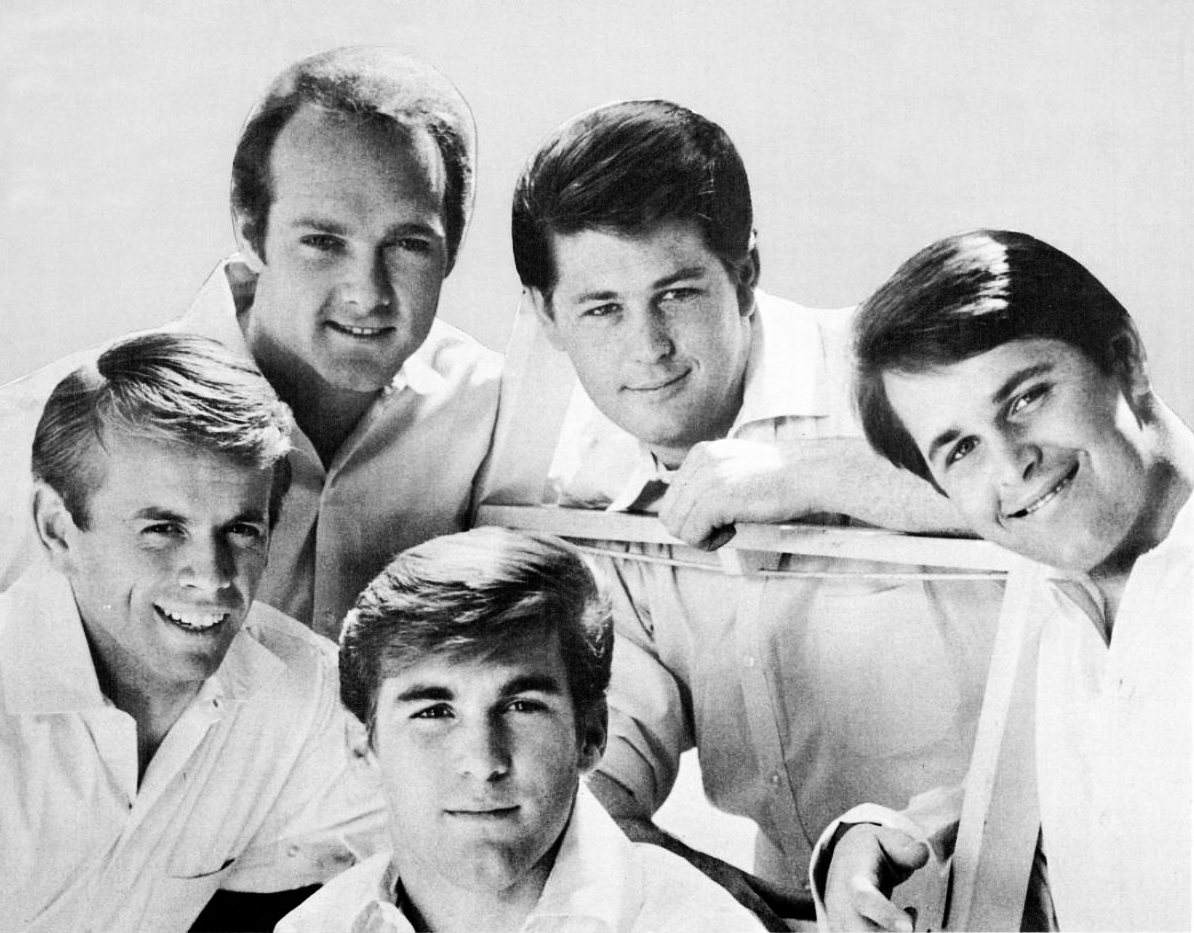
The Beach Boys (1965)

The Beach Boys waren eine US-amerikanische Musikgruppe. Sie wurde 1961 von den Brüdern Brian, Dennis und Carl Wilson, ihrem Cousin Mike Love und dem Schulfreund Alan Jardine im kalifornischen Hawthorne gegründet und entwickelte sich zu einer der erfolgreichsten Pop- und Rockbands der 1960er und frühen 1970er Jahre. Bis Mitte der 1960er Jahre verbuchten die Beach Boys mit Surfmusik zahlreiche Charterfolge, um sich dann, angeleitet von Brian Wilson, komplexeren Kompositionen (etwa in der Tradition des Doo Wop) und Arrangements zuzuwenden.
Mit ihrem experimentellen Album Pet Sounds, das laut Fachzeitschriften wie Mojo und Rolling Stone zu den bedeutendsten Alben in der Geschichte der Rockmusik zählt, und den Arbeiten am Album Smile erneuerten sie teilweise die damaligen Strukturen der Rock- und Popmusik und erweiterten deren musikalische Ausdrucksmöglichkeiten. Besondere Merkmale ihrer Musik sind einprägsame Melodien und ein differenzierter, häufig vierstimmiger Satzgesang unter Verwendung teilweise ungewöhnlicher Harmoniefolgen. Ihre Texte beschworen anfänglich meist Teenagersehnsüchte nach einem hedonistisch orientierten und sorgenfreien Leben, thematisierten später aber auch ernsthafte Themen.
Während ihr Erfolg in den USA ab 1967 langsam schwand, konnten die Beach Boys in Europa ihre größten Erfolge feiern, bis sie 1974 mit dem Kompilationsalbum Endless Summer auch in ihrer Heimat wieder erfolgreicher wurden. 1988 kam mit Kokomo ein weiterer Nummer-eins-Erfolg hinzu. Die Gruppe war insgesamt über 60 Jahre lang in den Top 40 der amerikanischen Billboard-Charts vertreten.
1983 starb Dennis und 1998 Carl Wilson. Die drei verbliebenen Gründungsmitglieder gingen in der Folgezeit separat mit verschiedenen Begleitbands auf Tournee. 2012 fanden sie wieder zusammen, veröffentlichten ein neues Studioalbum und gingen auf eine Welttournee. 2025 starb Brian Wilson.

## Geschichte

### Die frühen Jahre
Brian Wilson zeigte schon früh Interesse an der Musik. Als Jugendlicher analysierte er vor allem die mehrstimmigen Vokalharmonien der Four Freshmen und studierte deren Stücke mit seinen beiden jüngeren Brüdern Dennis und Carl ein. Ihre Eltern Murry und Audree Wilson unterrichteten ihre Kinder Brian und Carl in Gesang und Instrumentalspiel, während sich deren Bruder Dennis lieber am Strand vergnügte. Er war das einzige Bandmitglied, das tatsächlich surfte.
Im Alter von 16 Jahren bekam Brian Wilson ein Tonbandgerät geschenkt und nutzte dieses, um mittels Overdubbing erste Aufnahmen zu erstellen. Sein jüngerer Bruder Carl brachte Brian mit Rock ’n’ Roll in Berührung, was Brian Versuche unternehmen ließ, diesen mit Harmoniegesang zu verbinden. 1961 wurde schließlich die Idee geboren, mit Brian Wilson, seinen Brüdern Dennis und Carl, ihrem Cousin Mike Love und Brians Schulfreund Alan Jardine eine Band zu gründen, welche mehrfach den Namen wechselte, bevor sie sich The Pendletones nannte. Dennis wurde in die Band aufgenommen, obwohl er zu diesem Zeitpunkt kein Instrument spielen konnte und das Schlagzeugspiel erst während der Gründungsphase erlernte.
Murry Wilson kannte das Verlegerehepaar Dorinda und Hite Morgan und organisierte ein Vorspielen. Sie konnten die Morgans mit ihrer Coverversion von Sloop John B jedoch nicht überzeugen. Dennis Wilson erregte das Interesse des Ehepaares, indem er ihnen erzählte, dass die Band bereits über eine Eigenkomposition mit dem Titel Surfin’ verfügte. So traf man sich am 15. September 1961 zu einem zweiten Vorspiel im Heimstudio der Morgans. Das Surf-Konzept überzeugte die Morgans und sie nahmen drei Songs der Band auf. Zwei dieser Songs, Surfin’ und Luau wurden Anfang Oktober in den World Pacific Studios in Los Angeles als Single neu aufgenommen. Brian Wilson, der bereits den Großteil der letzten Aufnahmen musikalisch geleitet hatte, übernahm abermals die Führung. Die Single erschien beim lokalen Label Candix, wobei der dortige Vertriebsmitarbeiter und spätere Präsident von Fox Records, Russ Regan, die Band ohne deren Wissen in The Beach Boys umbenannte. Die Platte vom Jahresende 1961 wurde mit Platz zwei in Los Angeles ein regionaler Hit und landete in den US-Billboard-Charts auf Platz 75.

### Der erste Plattenvertrag bei Capitol Records

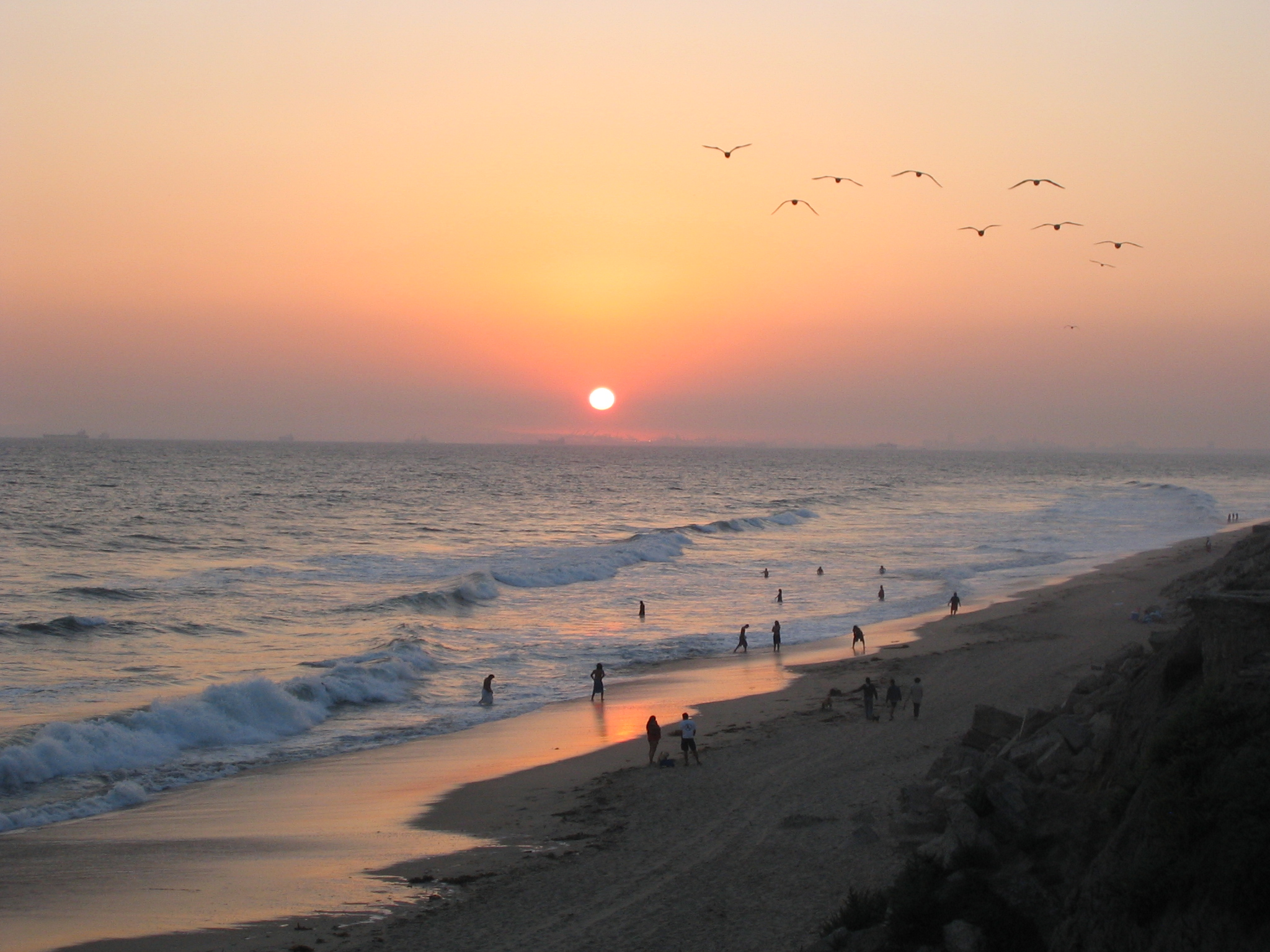
At Huntington and Malibu / They’re shooting the pier (aus Surfin’ Safari): Strand bei Huntington Beach nahe dem Heimatort Hawthorne

Murry Wilson organisierte den ersten bezahlten Auftritt beim Ritchie Valens Memorial Dance am 1. Januar 1962. Die Band mietete sich in den Western Studios ein und nahm weitere Lieder auf, darunter Surfin’ Safari, 409 und Surfer Girl. Hierbei kam es bereits zu ersten kleineren Auseinandersetzungen mit dem selbsternannten Bandmanager Murry Wilson. Er wollte die Band produzieren und schlug vor, einige seiner eigenen Werke aufzunehmen. Dies lehnte die Band jedoch ab. Schließlich wurde Wilson mit den fertigen Bändern bei Major-Labeln wie Dot Records, Decca Records und Liberty Records vorstellig, die ihn jedoch alle abwiesen.
Nick Venet von Capitol Records gab der Band im Frühjahr 1962 schließlich eine Chance und veröffentlichte die Single 409 / Surfin’ Safari, wobei Brian Wilson in Surfin’ Safari das höhere Hitpotenzial heraushörte. Als sich nach den ersten Verkaufswochen herausstellte, dass Surfin’ Safari tatsächlich bei den Konsumenten besser ankam, platzierte die Plattenfirma den Titel auf die A-Seite. 409 erreichte in den US-Billboard-Charts Platz 76, während Surfin’ Safari bis auf Platz 14 kletterte und die Beach Boys über Nacht zu Stars machte. Die getrennte Hitparadennotierung der Titel von A- und B-Seite der Single war durch den Einfluss von Airplay auf die Charts möglich. Die Beach Boys erhielten einen langfristigen Plattenvertrag und veröffentlichten im Oktober 1962 das Debütalbum Surfin’ Safari. Jardine hatte zu diesem Zeitpunkt die Gruppe bereits verlassen, um zurück an die Universität zu gehen. Ersetzt wurde er durch David Marks, einen damals erst 13-jährigen Nachbarn der Familie Wilson. Zur Verwaltung der Musikrechte und des Vertriebs gründeten Murry und Brian Wilson das Unternehmen Sea of Tunes.
Nur wenige Monate nach dem Debütalbum erschien Surfin’ U.S.A., dessen Titellied Platz drei der Billboard-Charts erreichte. Da die einzelnen Gruppenmitglieder – auch aufgrund ihrer Jugend – ihre Instrumente technisch und stilistisch noch nicht perfekt beherrschten, wurden sie bei Aufnahmen teilweise von Studiomusikern unterstützt. Die anstehende Tournee fand ohne Brian Wilson statt, der dies mit gesundheitlichen Problemen begründete. Alan Jardine war zu jener Zeit bereits wieder nach Kalifornien zurückgekehrt und nahm das Angebot Brian Wilsons an, ihn als Bassist auf der Tournee zu ersetzen. Als David Marks kurze Zeit darauf die Band verließ, um die High School zu beenden, übernahm Jardine wieder den festen Platz an der Rhythmusgitarre.

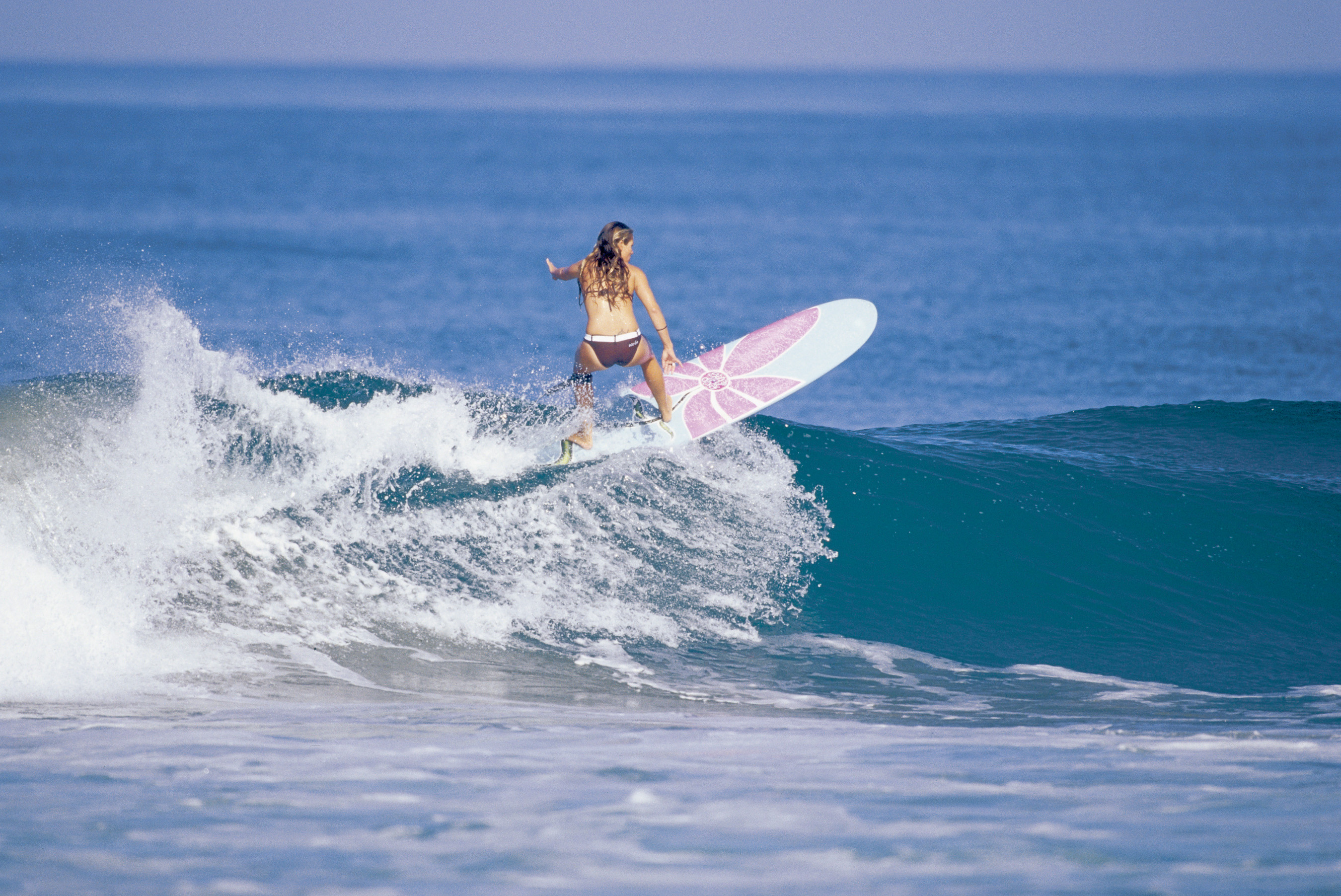
Do you love me, do you surfer girl / Surfer girl my little surfer girl (aus Surfer Girl)

Mit der Arbeit von Venet, der die ersten beiden Studioalben produziert hatte, waren die Beach Boys unzufrieden. Vor allem Brian Wilson kritisierte, dass Venet ohne Rücksprache mit der Band deren Sound veränderte. Murry Wilson war zudem der Meinung, dass bei Capitol Records niemand wusste, wie Rock ’n’ Roll zu produzieren sei. Obwohl es zu jener Zeit unüblich war, setzten die Beach Boys durch, sich künftig selbst produzieren und außerhalb des Capitol-Records-Studios arbeiten zu dürfen. Auf ihrem dritten Album Surfer Girl stand erstmals „produziert von Brian Wilson“. Es wurde zum größten Teil wieder in den Western Studios von Los Angeles aufgenommen.
Der schnelle Erfolg der Gruppe, die in den USA zur „Teenagersensation“ aufstieg, führte dazu, dass sie neben verschiedenen Fernsehauftritten Tourneen durch die USA, Australien und Europa absolvierte. Zudem verlangte ihre Plattenfirma neues Material. So spielten sie etwa während einer Tourneepause von zwei Wochen das komplette Album Little Deuce Coupe ein.

### Durchbruch in den USA
Zwischen 1963 und 1965 hatten die Beach Boys zwanzig Top-40-Singles und mit I Get Around 1964 ihren ersten Nummer-eins-Hit. In den ersten beiden Jahren ihres Bestehens veröffentlichten sie insgesamt sieben Alben. Sie platzierten zeitweise bis zu fünf Alben gleichzeitig in den Charts, darunter 1964 das Beach Boys Concert als erstes ihrer Alben auf Platz eins. Zu dieser Zeit trennte sich die Band endgültig vom Manager Murry Wilson aufgrund unterschiedlicher musikalischer Vorstellungen und weil sie sein Verhalten als autoritär empfand.
Brian Wilsons zunehmend komplexer werdende Arrangements bedingten den vermehrten Einsatz von Studiomusikern. Er schrieb außerdem Songs für andere Bands, darunter den Nummer-eins-Hit Surf City für Jan and Dean. Der auf ihm lastende Leistungsdruck sowie das ungewollte Leben auf Tournee führten dazu, dass Wilson kurz vor Weihnachten 1964 vor Beginn einer Konzerttournee einen schweren Nervenzusammenbruch erlitt. Als Ersatzmusiker sprang zunächst Glen Campbell ein, der bereits an mehreren Beach-Boys-Studioaufnahmen mitgewirkt hatte. Im Januar 1965 gab Brian Wilson offiziell seinen Rücktritt vom Tourleben bekannt, um sich ganz auf die Komposition und Produktion neuer Stücke konzentrieren zu können. Campbell, der neben seinen instrumentalen Fähigkeiten die Falsettstimme beherrschte, lehnte eine Vollmitgliedschaft in der Band ab, da er neben seiner Arbeit als Studiomusiker eine Solokarriere verfolgte. Schließlich stieg Bruce Johnston im April 1965 als vollwertiges Mitglied bei den Beach Boys ein, nachdem er im Auftrag der Band erfolglos nach einer Ersatzbesetzung gesucht hatte.
Die Gruppe ging auf Tournee, während Brian Wilson in Los Angeles blieb, neue Lieder schrieb und diese mit Studiomusikern einspielte. Die Band steuerte meist lediglich den zunehmend komplex arrangierten Gesang oder einzelne Instrumentalspuren bei. Bei den neueren Stücken lag Brian Wilsons Fokus nicht auf dominanten Gitarren, sondern auf dem verstärkten Einsatz von Keyboard und Schlagzeug. Zudem waren ihm ausdrucksstarke Texte wichtig. The Beach Boys Today! zeigt die Weiterentwicklung von Wilson als Komponist und Produzent. Es enthält auf der ersten Seite eingängige Pop-Songs und auf der zweiten Seite traurige Balladen. Dieser Trend wurde auf dem Album Summer Days (And Summer Nights!!) fortgesetzt, das Stücke wie California Girls und den zweiten Nummer-eins-Hit der Band Help Me, Rhonda enthält.

### Pet Soundsund der Gipfel des Erfolges
Vor allem die von ihm wahrgenommene Konkurrenz zur britischen Band The Beatles, mit deren Musikern die Beach Boys ja im Dialog standen und die sich wechselseitig beeinflussten, weckte in Brian Wilson den Ehrgeiz, das „größte Rock-’n’-Roll-Album aller Zeiten“ zu schaffen. Er beschloss, auf „Albumfüller“, wie sie in den frühen 1960er Jahren üblich waren, zu verzichten und ausschließlich qualitativ hochwertige Stücke einzuspielen. Inspirieren ließ er sich nach eigenen Worten dabei unter anderem vom Beatles-Album Rubber Soul. Um dieses Ziel zu erreichen, beschritt Wilson neue Wege. So wollte er sich entgegen den Vorstellungen der Plattenfirma für die Aufnahmen mehrere Monate Zeit nehmen. Um die Lücke an Veröffentlichungen zu überbrücken, einigte man sich auf das Album Beach Boys’ Party!. Darauf wurden akustische Coverversionen aufgenommen und diese zwecks Vermittlung einer vorgeblichen Livesituation durch Partygeräusche ergänzt.
Das Album verkaufte sich in Europa und Großbritannien sehr gut, und die Beach Boys wurden auf eine Tournee durch Europa und Japan geschickt. Dies gab Wilson die Zeit, an seinem kommenden Werk zu arbeiten. Er engagierte die besten Studiomusiker von Los Angeles für die Einspielung der Instrumentalspuren und „dirigierte“ teilweise bis zu 40 Musiker, um den ihm vorschwebenden „perfekten Klang“ zu erzeugen. Er komponierte, arrangierte und produzierte die Stücke im Alleingang, was 1966 noch unüblich war. Pet Sounds hatte mit den üblichen Themen der Beach Boys – Surfen, Sonne, Mädchen, Autos – nichts zu tun, sondern enthielt „Songs der Sehnsucht, der Erwartung, der Sorge und des Bedauerns“. Die Texte entstanden in Zusammenarbeit Wilsons mit dem Texter Tony Asher. Er transformierte die Gedanken Brian Wilsons zu den einzelnen Liedern in konkrete Songtexte.
Die Plattenfirma war unzufrieden mit dem Stilwechsel des im Mai 1966 veröffentlichten Konzeptalbums, bewarb es in den USA kaum und veröffentlichte nur wenige Wochen nach Pet Sounds bereits die Kompilation The Best of the Beach Boys. Da Capitol bei Nachbestellungen anstatt Pet Sounds diesen Sampler auslieferte, galt das Album schon bald nach seiner Veröffentlichung als Sammlerstück. Pet Sounds erreichte nur Platz zehn der US-Billboard-Charts. Brian Wilson, der mit einem größeren Erfolg gerechnet hatte, war über die schlechte kommerzielle Akzeptanz des Albums in den USA tief enttäuscht.
Wesentlich erfolgreicher war das Album in anderen Musikmärkten, besonders in Großbritannien, wo es Platz zwei der Charts erreichte. Für die nächste Single Good Vibrations führte Brian Wilson ab Februar 1966 über sechs Monate hinweg unzählige Aufnahmen in vier verschiedenen Studios durch, um die unterschiedlichen Studioklänge zu nutzen und die einzelnen Teile anschließend zusammenzuschneiden. Der Song war bereits während der Pet-Sounds-Sessions erarbeitet worden, wurde jedoch von Wilson nicht für das Album verwendet. Im Oktober 1966 erschien der Song als Single und kletterte in den USA und Großbritannien auf Platz eins, in Deutschland auf Platz acht.

### Smile– Ein neues Klangbild
Ab Mai 1966 begann Brian Wilson an einem neuen Projekt zu arbeiten, für das er Van Dyke Parks als Texter engagierte. Zuerst nannte er es Dumb Angel, später nannte er es in Smile um. Um sich in eine passende Stimmung für die Komposition der Lieder zu versetzen, ließ er in seinem Wohnzimmer einen Sandkasten um sein Klavier herum aufstellen.
Die Stücke aus dieser Zusammenarbeit waren wesentlich anspruchsvoller als Wilsons bisherige Werke und erregten den Unmut von Bandmitgliedern und Plattenfirma. Vor allem Mike Love kritisierte die Klangbilder und Texte, die sich für ihn zu weit vom Stil der Band entfernten und live schwer zu vermitteln seien. Während der Aufnahmen kam es im Studio zum Streit zwischen Love und Van Dyke Parks. Parks beendete die Partnerschaft mit Wilson, und die beiden Musiker gingen unverrichteter Dinge auseinander.
Durch den zunehmenden Drogenkonsum – Brian Wilson hatte etwa 1965 begonnen Marihuana zu konsumieren, etwas später experimentierte er mit LSD –, den Verlust seines Text- und Inspirationspartners Dyke sowie die anhaltende Kritik war Brian Wilsons Wille, das Projekt zu beenden, endgültig gebrochen. Zudem wurden neue Veröffentlichungen zurückgehalten, da die Band mit der Plattenfirma aufgrund vorenthaltener Tantiemen und wegen Verhandlungen über eine Vertragsverlängerung im Streit lag. Als die Plattenfirma im Juni 1967 bereit war, Smile zu veröffentlichen, hatten die Beatles bereits Sgt. Pepper’s Lonely Hearts Club Band, ein Album mit einem durchgängigen Konzept, veröffentlicht. Da Smile ebenfalls als Konzeptalbum geplant war, weigerte sich Brian Wilson – um nicht als Nachahmer angesehen zu werden –, das Album zu veröffentlichen. Da seit Oktober 1966 kein neues Material der Beach Boys erschienen war, reagierte Capitol Records mit der Veröffentlichung eines weiteren Greatest-Hits-Albums mit dem Titel Best of the Beach Boys Vol 2.
Die Beach Boys koppelten unterdessen das Lied Heroes and Villains als Single aus, die den zwölften Platz der Billboard-Charts erreichte. Dies war die erste Veröffentlichung über die bandeigene Plattenfirma Brother Records, die gegründet worden war, um eine Plattform für musikalische Experimente zu haben und als Nachfolger der bandeigenen Sea of Tunes zu fungieren.
Die Band begann schließlich, an Smiley Smile zu arbeiten, das neben den veröffentlichten Singles meist rasch aufgenommene, improvisierte Stücke enthielt. Der Produktionscredit auf diesem Album lautet zum ersten Mal: „produziert von den Beach Boys“. Brian Wilson zog sich von diesem Zeitpunkt an verstärkt aus der Öffentlichkeit und von der Band zurück.

### Wandel des Musikgeschmacks
Gegen Ende der 1960er Jahre wurde die Musik der Beach Boys aus verschiedenen Gründen als immer weniger zeitgemäß wahrgenommen. Der R&B, Soul und Funk befreite sich zusehends aus der Marktnische einer rein schwarzen Konsumentenschicht und wurde langsam massenkompatibel. Diese Stile konkurrierten in ihrer Vermittlung von Lebensfreude mit der Musik der Beach Boys, hatten aber den Vorteil, durch eine stärkere Betonung rhythmischer Elemente tanzbarer zu sein. Andererseits tendierte der Zeitgeschmack zunehmend zu einer härteren, raueren und auch gitarrenbetonteren Rockmusik. Im Kontrast zum nun „angesagten“ exaltierten Gesang eines Joe Cocker oder Robert Plant und den in Mode kommenden langen Gitarren- beziehungsweise Schlagzeugsoli zum Beispiel von Alvin Lee oder Ginger Baker wirkte der gepflegte und sauber intonierte Vokalsatz der Beach Boys eher antiquiert. Im Vergleich mit der musikalischen Experimentierfreude und dem bildungsbürgerlichen Anspruch des Psychedelic- und Progressive Rock wurden die früheren Experimente und Innovationen von Pet Sounds und Smile nun als zaghaft wahrgenommen. Die unbeschwerten Texte und das Image der Band wirkten im Kontext des aufkommenden sozialkritischen Gestus der 68er-Bewegung vergleichsweise überholt. Peter Ames Carlin schreibt zu diesem Wandel des Musikgeschmacks:

“Once at the absolute center of the American rock ’n’ roll scene, the Beach Boys found themselves woefully out of step with the mood and rhythm of the nation’s popular culture. […] And perhaps it was inevitable. In a year rent by public assassination, a bloody and controversial war, bitter protest on college campuses, and a racial divide that seemed only to grow more jagged as time went on, it’s impossible to imagine how a group of sweet-faced boyish utopians […] could capture anyone’s imagination. No, 1968 was the time for Jimi Hendrix’s psychedelic guitar frenzy, for the windmilling rage of the Who, for the Doors’ existentialist circus of horrors, and for the Rolling Stones, […]”

„Waren sie einst noch mitten im Zentrum der [US-]amerikanischen Rock-’n’-Roll-Szene gestanden, mussten die Beach Boys jetzt traurig feststellen, dass sie den Anschluss an Stimmung und Rhythmus der Popkultur im Land verloren hatten. […] Vielleicht war das auch unvermeidlich. Das Jahr war zerrissen von einem öffentlichen Mord, einem blutigen und umstrittenen Krieg, erbitterten Protesten in den Colleges und der Kluft zwischen den Rassen, die mit fortschreitender Zeit nur größer zu werden schien. Es ist schwer vorstellbar, wie eine Gruppe süß aussehender, jungenhafter Schwärmer […] in solch einem Jahr irgend jemandes Fantasie hätte einfangen können. Nein, 1968 war die Zeit für den psychedelischen Gitarrenrausch von Jimi Hendrix, für die windmühlenartigen Rasereien von The Who, für den existentialistischen Horrorzirkus der Doors, und für die Rolling Stones, […]“

All diese Faktoren bewirkten, dass die Musik der Beach Boys in den USA nun häufig als Relikt der Beat-Ära empfunden wurde. Im immer noch relativ konservativen Großbritannien wurden die Beach Boys allerdings erst seit Pet Sounds richtig wahrgenommen. Die nun ernster und erwachsener wirkende Musik der Band – weiterhin verpackt in „fröhliche“ Harmonien und raffinierte Arrangements – sowie das kalifornische Surferimage fanden hier und später auch auf dem Kontinent eine immer größere Anhängerschaft. In den Ländern des ehemaligen Ostblocks wurden sie als Symbole für Freiheit und individuelle Selbstverwirklichung sehr populär.

### Imagewechsel und eine neue Plattenfirma
1967 sollten die Beach Boys die Hauptakteure des Monterey Pop Festivals sein. Der im Organisationskomitee vertretene Brian Wilson sagte den Auftritt jedoch im letzten Moment ab. Im selben Jahr begann die Band mit den Aufnahmen zum Nachfolgealbum Wild Honey, die ausschließlich in Brian Wilsons Heimstudio abgehalten wurden. Die Bandmitglieder spielten, zum ersten Mal seit langem, sämtliche Instrumente der wesentlich einfacher gehaltenen Arrangements selbst ein und beteiligten sich zudem an der Produktion. Brian Wilson arbeitete als Komponist wieder verstärkt mit Mike Love und Al Jardine zusammen. Das Lied How She Boogalood It war schließlich das erste Stück, das ohne Zutun von Brian Wilson entstand.
Dieser Trend setzte sich auf dem im Juni 1968 veröffentlichten Album Friends fort. Die meisten Lieder entstanden als Zusammenarbeit der drei Wilson-Brüder mit Al Jardine. Love hielt sich zu dieser Zeit zusammen mit den Beatles und Donovan in Indien auf, um dort von Maharishi Mahesh Yogi in Transzendentaler Meditation unterwiesen zu werden.
Dennis Wilson komponierte gemeinsam mit dem kalifornischen Lyriker Stephen Kalinich seine ersten Stücke, von denen er zwei auf Friends veröffentlichte. Zur gleichen Zeit lernte er Charles Manson kennen, der selbst Ambitionen als Musiker hatte. Dennis Wilson trat in der Folgezeit verstärkt als Komponist in Erscheinung, wobei er zwei seiner Lieder gemeinsam mit Manson komponierte, der in den Credits nicht genannt werden wollte.
Auf dem letzten Album der 1960er Jahre, 20/20, arbeitete Carl Wilson schließlich zum ersten Mal als Produzent. Brian Wilsons Rückzug wurde dadurch dokumentiert, dass er zum ersten Mal in der Bandgeschichte nicht auf dem Schallplattencover abgebildet ist. Während Friends und 20/20 in den USA kommerziell erfolglos waren, konnte die Band in Europa große Erfolge verzeichnen. Die Singleauskoppelung Do It Again kam auf Platz eins in Großbritannien. Ein Jahr darauf folgte das von Jardine produzierte Cottonfields, das in fünf Ländern auf Rang eins kletterte. Auch mit I Can Hear Music und Break Away, das Brian Wilson mit seinem Vater schrieb, waren sie in den britischen Top Ten vertreten.
Ab 1968 fanden mit Unterstützung von Begleitmusikern mehrere Tourneen durch Europa statt. Dabei wurden im Gegensatz zu den Oldies, die die Band in der Vergangenheit meist in ihrer Heimat gespielt hatte, größtenteils neuere Stücke vorgetragen. Zu diesem Zeitpunkt hatten die Beach Boys zwei Singles sowie das Album Smiley Smile über ihre eigene Plattenfirma veröffentlicht. Ihr neues Material wollte die Band in Zusammenarbeit mit einer zusätzlichen Partnerfirma vertreiben. Zunächst wurde mit der Deutschen Grammophon verhandelt, der Vertrag jedoch in quasi letzter Sekunde doch nicht abgeschlossen. Lenny Waronker wollte die Beach Boys für Warner Bros. verpflichten. Auf Drängen von Van Dyke Parks, der beim Warner-Präsidenten Mo Ostin Fürsprache für die Beach Boys gehalten hatte, erhielten sie einen Vertrag über acht Alben, der ihnen viele Freiheiten zugestand. Brian Wilsons Heimstudio wurde auf Drängen der Band abgebaut, teilweise taten sie dies, um Brian Wilson dazu zu bringen, das Haus zu verlassen. Dieser funktionierte daraufhin sein Wohnzimmer in ein Aufnahmestudio um. Wenig später richteten sie in Santa Monica das Brother Studio ein.
Da die Aufnahmen zum ersten Album für Warner sich in die Länge zogen, erschien zunächst nur die Single Add Some Music to Your Day. Das dazugehörige Album sollte bereits im Frühjahr 1970 veröffentlicht werden, wurde aber für weitere Überarbeitungen mehrmals zurückgehalten. Nach einer weiteren Singleauskoppelung (Slip on Through / This Whole World) wurde schließlich am 31. August 1970 Sunflower veröffentlicht. Das Album erreichte in Großbritannien Platz 29, kam jedoch in den USA über Platz 151 der Billboard-Charts nicht hinaus. Es enthält Kompositionen von sämtlichen Band-Mitgliedern mit Ausnahme Carl Wilsons, der wieder verstärkt als Produzent auftrat.
Da die Beach Boys und ihr Publikum älter geworden waren, versuchte die Band, die Musik mehr nach den Hörgewohnheiten ihres Publikums auszurichten. Demzufolge änderten sich Stil und Themen der Lieder. Es wurde verstärkt die Zerstörung der Umwelt und deren Schutz angesprochen. Ebenso war die Transzendentale Meditation weiterhin präsent. All diese Einflüsse wurden auf dem Nachfolgewerk Surf’s Up spürbar, auf dem Carl Wilson sein Debüt als Komponist gab. Verstärkt wurde dieser Einfluss durch den neuen Manager Jack Rieley, der sich als Texter in die Band einbrachte. Surf’s Up verkaufte sich in den USA und in Europa wieder wesentlich besser als die vorangegangenen Alben. Die Bandmitglieder hatten sich musikalisch weiterentwickelt, so dass jeder fähig war, mehrere Instrumente zu spielen und Lieder zu produzieren.
1972 verstärkte sich die Band mit den südafrikanischen Musikern Blondie Chaplin an der Gitarre und Ricky Fataar am Schlagzeug, die zuvor der Band The Flame angehört hatten. Die Neuaufnahme der beiden Musiker war notwendig, da Bruce Johnston von der Band entlassen worden war und sich Schlagzeuger Dennis Wilson eine schwere Handverletzung zugezogen hatte. In dieser Besetzung nahm die Band das Album Carl and the Passions – „So Tough“ auf und fasste nach einer weiteren Europatournee den Entschluss, das nächste Album in den Niederlanden aufzunehmen, wo sie sich besonders hoher Popularität erfreuten. Die Beach Boys verbrachten insgesamt sechs Monate mit den Arbeiten zu Holland, für die eigens ein Studio aus den Vereinigten Staaten eingeflogen wurde. Das Album aus dem Jahr 1973 verkaufte sich in Europa und den USA gut. Zudem erschien das Album In Concert mit Mitschnitten aus der Europatournee desselben Jahres, für das die Band ihre erste Goldene Schallplatte der 1970er Jahre erhielt.

### Endless Summer– und Brian Wilsons Rückkehr
Um ihr Publikum in den USA zurückzugewinnen, verzichtete die Band ab 1973 auf die Veröffentlichung neuer Alben und gab stattdessen viele Konzerte in ihrer Heimat. Nachdem Blondie Chaplin bereits im selben Jahr während eines Auftritts entlassen worden war, verließ ein Jahr später Ricky Fataar die Band, da er nicht ständig auf Tournee sein wollte. Dennis Wilson hatte in den Jahren 1972 bis 1974 das Klavier gespielt und kehrte nach Fataars Rückzug wieder ans Schlagzeug zurück. Zudem schrieb er in dieser Zeit ständig neue Lieder, von denen einige von den Beach Boys live dargeboten wurden.
Zur selben Zeit wollte Capitol Records, die ehemalige Plattenfirma der Band, eine weitere Kompilation mit Beach-Boys-Hits veröffentlichen. Gemeinsam mit Mike Love erarbeiteten sie eine Titelliste für ein Doppelalbum der Hits von 1961 bis 1965. Love wählte Endless Summer als Namen für dieses Album. Diese Zusammenstellung erreichte in den USA den ersten Platz der Billboard-Charts und wurde zur ersten Veröffentlichung seit Good Vibrations, die sich millionenfach verkaufte. Insgesamt verblieb das Album drei Jahre in den Charts.
Sofort nach diesem Erfolg veröffentlichte Capitol mit Spirit of America eine weitere Hitzusammenstellung, die sich ebenfalls sehr gut verkaufte. Die Gruppe wurde so einer neuen Fangeneration zugänglich, was wiederum zu ausverkauften Konzerten führte. Mit dem Erfolg von Endless Summer und der Auszeichnung zur „Band des Jahres 1974“ durch das Musikmagazin Rolling Stone wurde gleichzeitig Brian Wilsons Rückkehr proklamiert. Dieser begann wieder mit der Band zu arbeiten und neue Lieder zu schreiben. Die zum 15-jährigen Bandjubiläum 1976 veröffentlichte Single Rock and Roll Music erreichte Platz fünf. Auch das Album 15 Big Ones, das wieder allein von Brian Wilson produziert wurde, landete in den Top Ten. Im selben Jahr stieß die von Capitol Records für Europa produzierte Hit-Zusammenstellung 20 Golden Greats auf Platz eins in Großbritannien vor.
Brian Wilson trat wieder vermehrt bei Konzerten in Erscheinung. Das nächste Album The Beach Boys Love You von 1977 enthielt ausschließlich neue Kompositionen von ihm, der im Studio zudem fast sämtliche Instrumente selbst einspielte. Da Mike Love und Al Jardine zu diesem Zeitpunkt bereits mit anderen Plattenfirmen über einen Vertrag verhandelten, bewarb Warner Bros das Album kaum, so dass der Verkauf hinter den Erwartungen blieb.
Seit Mitte der 1970er Jahre war es verstärkt zur Gruppenbildung innerhalb der Band gekommen: Jardine und Love bildeten als Anhänger der Transzendentalen Meditation eine Fraktion, die Wilson-Brüder Dennis und Carl die andere. Die musikalischen Ansichten innerhalb der Band drifteten auseinander: Carl und Dennis Wilson wollten mit neuen Songs im Stil von Smile die Karriere der Band vorantreiben, während sich Mike Love und Al Jardine auf die Erfolge der Best-of-Alben beriefen und vermehrt Lieder kreieren wollten, die wie ihre Hits klangen. Im September 1977 stand die Trennung der Band im Raum, bis schließlich Love und Jardine die Führung übernahmen. Dennis Wilson veröffentlichte sein erstes Soloalbum Pacific Ocean Blue, während Carl Wilson versuchte, seine Drogenprobleme zu bewältigen.

Die Beach Boys mit Ronald und Nancy Reagan, 1983

Love und Jardine arbeiteten Ende 1977 gemeinsam mit dem Tournee-Musiker Ron Altbach am Album M.I.U., das an der Maharishi Institute University in Fairfield (Iowa) aufgenommen wurde. Das Album geriet jedoch zum kommerziellen Fiasko; die Verkaufszahlen waren niedrig und M.I.U. verschwand nach nur wenigen Wochen aus den Verkaufsregalen. Dies stärkte hingegen den Einfluss der Wilson-Brüder, die wieder vollends zur Band zurückkehrten. Um die Streitigkeiten zu minimieren, beschloss die Band, zum ersten Mal mit einem externen Produzenten zusammenzuarbeiten. Man einigte sich 1979 auf den früheren Bandkollegen Bruce Johnston, der schließlich wieder ein reguläres Mitglied wurde. Das folgende Studioalbum L.A. (Light Album) war wohl der größte Kompromiss der Bandgeschichte, da es alle Mitglieder gleich beteiligte. Das Album entstand im Rahmen des neuen Plattenvertrags mit Caribou Records. Von den vier Singles, die es in die Charts schafften, war Lady Lynda mit einem sechsten Rang in Großbritannien die erfolgreichste.

### Spätere Erfolge
Neben Keepin’ the Summer Alive, dem letzten Album der originalen Beach Boys, kletterte Anfang der 1980er Jahre ein von Capitol veröffentlichtes Beach-Boys-Medley auf Platz zwölf der Billboard-Charts, und die nachfolgende Single der Beach Boys – Come Go With Me – erreichte Rang 18. Abermals wurden neue Projekte hintangestellt. Die Beach Boys spielten zu diesem Zeitpunkt weiterhin weltweit über 100 Konzerte pro Jahr. 1981 verließ Carl Wilson die Band, um an seiner Solokarriere zu arbeiten. Er wirkte nur noch bei einigen Auftritten mit und wurde bei den restlichen Konzerten durch Jeffrey Foskett ersetzt. Ab 1980 gaben die Beach Boys in Washington jährlich zum Unabhängigkeitstag ein großes Konzert, was ihnen 1983 von Innenminister James Watt untersagt wurde und der Band viel Publicity in den Medien brachte. Ein weiteres Mal waren sie in den Schlagzeilen, als der Tod von Bandmitglied Dennis Wilson mitgeteilt wurde, der im Dezember 1983 im Alter von 39 Jahren bei einem Tauchunfall ums Leben kam. Am 4. Juli 1984 spielten sie vor über 700.000 Menschen erneut in Washington.
Brian Wilson begann aufgrund seiner Probleme eine Therapie, was die Band veranlasste, nach neuen musikalischen Partnern zu suchen. Auf Vermittlung von Bruce Johnston begann sie eine Zusammenarbeit mit dem Produzenten Terry Melcher. Mike Love schrieb mit ihm zusammen das Lied Getcha Back, das 1985 ein Top-20-Hit wurde. Das folgende Studioalbum The Beach Boys (1985) schaffte es in die Top 50 und war das letzte Album beim Label Caribou Records, das seinen Betrieb einstellte. Die Beach Boys hatten in dieser Phase keinen festen Plattenvertrag mehr und arbeiteten projektbezogen. Mit Melcher brachten sie 1986 zwei neue Singles in die Charts.
1987 landeten die Beach Boys mit Wipe Out zusammen mit The Fat Boys auf beiden Seiten des Atlantiks einen großen Hit. Das Lied kam in Großbritannien bis auf Rang zwei. Zum Zeitpunkt, als Brian Wilson seinen endgültigen Abschied aus der Band bekannt gab, um sein Soloprojekt voranzutreiben, hatten die verbleibenden Mitglieder mit Kokomo in den USA und Australien einen unerwarteten Nummer-eins-Hit. Das Lied avancierte zum meistverkauften Lied ihrer Karriere. Ihre frühere Plattenfirma Capitol Records bot ihnen darauf einen Vertrag für ein neues Album an. Still Cruisin’, so der Titel, wurde erneut ein Top-50-Album und erhielt eine Goldene Schallplatte. Wieder wurde die Band bei einer neuen Generation populär und beschränkte sich fortan darauf, zu einer reisenden „Oldies-Band“ zu werden.

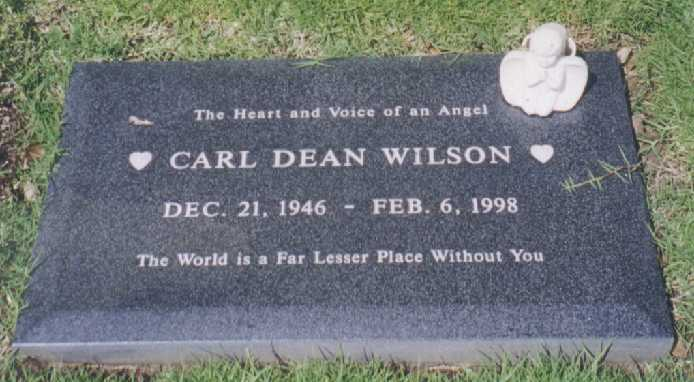
Grabplatte von Carl Wilson

Das nächste Studioalbum, Summer in Paradise aus dem Jahr 1992, musste die Gruppe über ihre eigene Plattenfirma Brother Records veröffentlichen. Trotz Werbung in diversen Fernsehserien, in denen die Beach Boys als Gaststars auftraten – unter anderem Baywatch – Die Rettungsschwimmer von Malibu und Full House –, wurde das Album zum kaum beachteten Ladenhüter. Die Band trennte sich von Terry Melcher. Zu diesem Zeitpunkt wurden sie stimmlich bereits von Matt Jardine unterstützt, dem ältesten Sohn von Alan Jardine, der live die Falsettpassagen sang und zum halboffiziellen Bandmitglied wurde. Im Herbst 1995 wollten die Beach Boys mit Brian Wilson ein gemeinsames Studioalbum aufnehmen. Wilson arbeitete zu diesem Zeitpunkt mit Andy Paley als Partner, was den anderen Beach Boys nicht zusagte. Unter der Regie von Brian Wilson und Don Was nahmen sie gemeinsam einige Stücke auf. Während dieser Aufnahmen verließ Carl Wilson das Studio, und das Albenprojekt wurde eingestellt. Als Kompromiss veröffentlichte die Band – mit Brian Wilson – das Album Stars and Stripes Vol. 1, auf dem diverse Country-Gaststars die früheren Hits der Band interpretierten und die Beach Boys den Harmoniegesang beisteuerten. Das Album verfehlte knapp die Top 100, fand in der Country-Szene jedoch Beachtung.
1996 bot Virgin Records den Beach Boys einen Plattenvertrag für ein Album an. Bedingung von Virgin war, dass das Album von Sean O’Hagen und Brian Wilson gemeinsam produziert würde und 80 % des Liedgutes aus Brian Wilsons Feder stammen musste. Da seine Beteiligung nicht garantiert werden konnte, kam es nicht zum Vertragsabschluss. Im selben Jahr wurde das Album Pet Sounds vom Mojo Magazin zum besten Album aller Zeiten gewählt. 1998 starb Carl Wilson im Alter von 51 Jahren an Lungenkrebs. Dies markierte das unausgesprochene Ende der Beach Boys.

### Beach-Boy-Bands und Veröffentlichungen nach 1998
Nach Carl Wilsons Tod vergab Brother Records die Lizenz für die Namensrechte am Bandnamen an Mike Love, der seitdem gemeinsam mit Bruce Johnston und einer neuen Begleitband unter dem Namen „The Beach Boys“ Konzertreisen durch die Welt veranstaltet. Er darf den Namen allerdings nicht für Plattenaufnahmen nutzen. Von Ende 1997 bis 1999 unterstützte sie David Marks, der für zwei Jahre zur Band zurückkehrte.

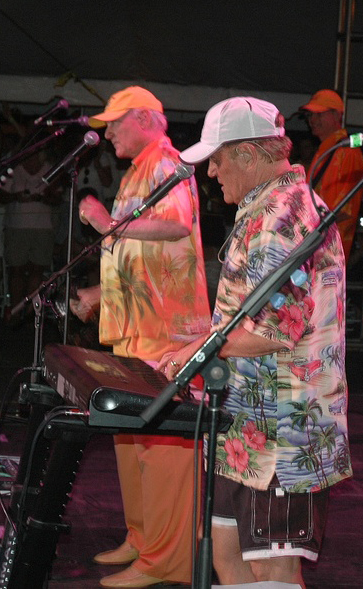
Die Beach Boys, 2006

Alan Jardine hatte die Band zu diesem Zeitpunkt, ebenso wie ein Gutteil der langjährigen Begleitmusiker, bereits verlassen. Er gründete mit diesen, seinen beiden Söhnen und Brian Wilsons Töchtern die Band „Beach Boys Familys and Friends“ (später umbenannt in Al Jardine’s Familys and Friends). Diese veröffentlichten 2001 den Live-Mitschnitt Live in Las Vegas.
Brian Wilson ging mit seiner zehnköpfigen Begleitband selbst auf Tournee und veröffentlichte in unregelmäßigen Abständen Solo-Alben.
Die Beach Boys veröffentlichten 2003 das Livealbum Good Timin’: Live at Knebworth England 1980, das einen Konzertmitschnitt aus dem Jahr 1980 enthält, an dem alle sechs damaligen Bandmitglieder teilnahmen. Im selben Jahr brachte Capitol Records die Kompilation Sounds of Summer heraus, die bis auf Rang 16 der Billboard-Charts kam.
Zum 40-jährigen Jubiläum des Albums Pet Sounds im Jahre 2006 trafen die noch lebenden Beach Boys am Capitol Tower, dem Hauptsitz ihrer ersten Plattenfirma in Los Angeles zusammen, um dies zu feiern.
Im April 2011 erschien auf Betreiben von Al Jardine die von ihm komponierte Single Don’t fight the Sea als Benefizsingle für das Erdbeben in Japan. Es handelte sich hierbei um ein unveröffentlichtes Stück aus den frühen 1980er Jahren. Die noch lebenden Beach Boys trafen sich hierbei in Al Jardine’s Studio, um den Gesang einzusingen. Der Beitrag von Carl Wilson entstammte Archivmaterial. Veröffentlicht wurde die Single allerdings nicht als „The Beach Boys“, sondern unter den Namen der Musiker.

### Reunion 2012 / 50. Jubiläum

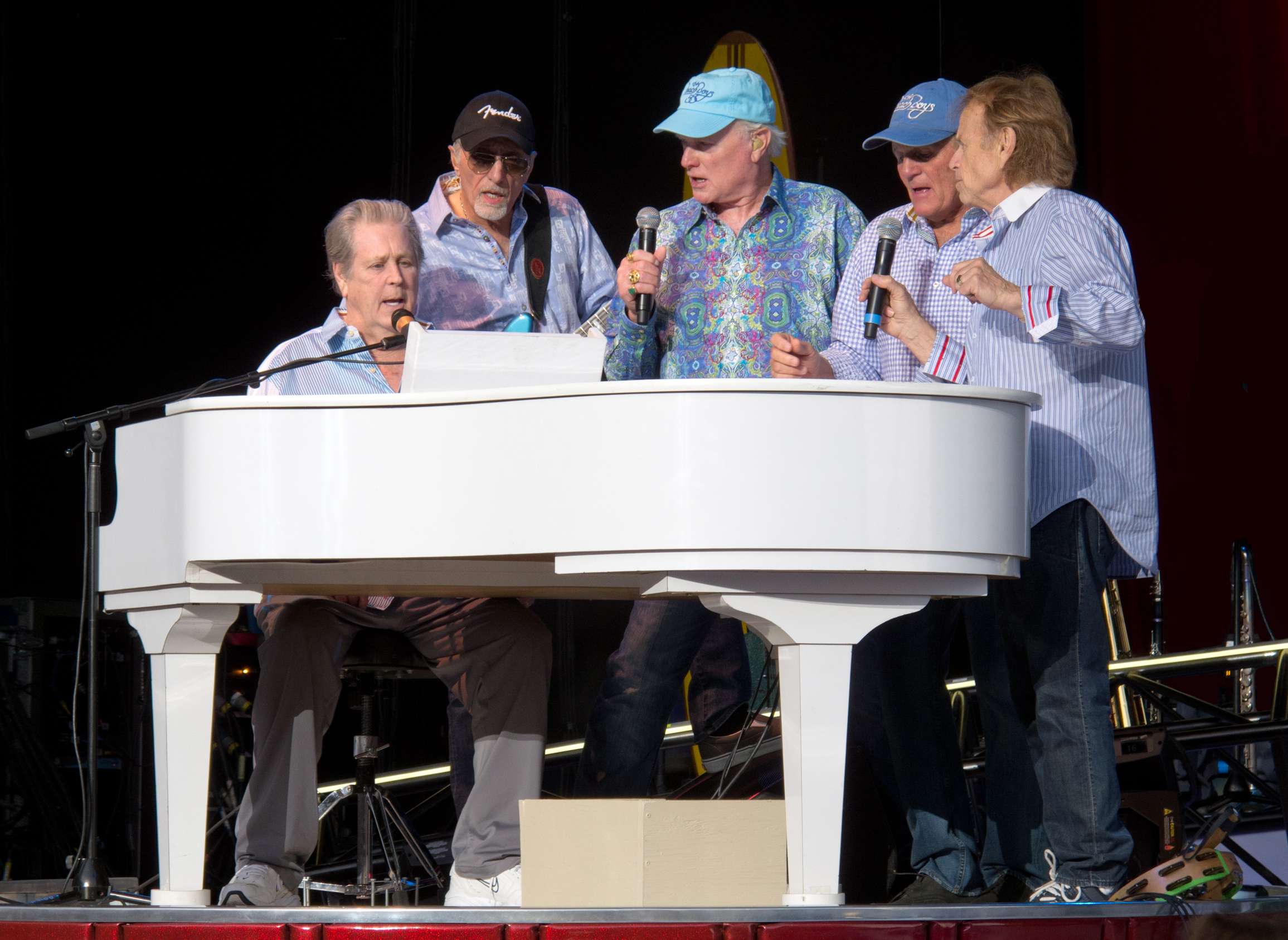
The Beach Boys, 2012

Zur Feier des 50. Bandjubiläums erging die Ankündigung von Capitol Records, das Smile-Album als Sessions Box veröffentlichen zu wollen. The Smile Sessions wurde im November 2011 veröffentlicht und erreichte in mehreren Ländern die Top-30 der Charts.
Wenig später wurde offiziell verkündet, dass die Beach Boys für das Jahr 2012 eine Welttournee mit 50 Konzertterminen planten, ebenso wie die Veröffentlichung eines neuen Studioalbums bei Capitol Records. Als Produzent und Co-Songwriter für das Album wurde Joe Thomas engagiert, der bereits bei Stars & Stripes mit der Band gearbeitet hatte. Das Album That’s Why God Made the Radio wurde im Juni 2012 veröffentlicht und erreichte Platz 3 der amerikanischen Billboard-Charts.
Die dazugehörige Tournee, die wegen der hohen Nachfrage von 50 auf 75 Konzerte erweitert wurde, begann im April 2012. Unterstützt wurden die Beach Boys hierbei von Brian Wilsons Band. Nach Abschluss der Tournee gingen die Bandmitglieder wieder getrennte Wege. Love und Johnston tourten weiterhin als The Beach Boys, und Al Jardine schloss sich der Band von Brian Wilson an. In mehreren Interviews hatte Wilson die Absicht erklärt, ein weiteres Album mit den Beach Boys aufzunehmen. Einige dieser geplanten Stücke wurden 2015 auf seinem letzten Soloalbum No Pier Pressure veröffentlicht, wobei Jardine diesen Aufnahmen beiwohnte. Brian Wilson starb im Juni 2025.

## Diskografie
Studioalben

| Jahr | Titel Musiklabel                                             | Höchstplatzierung, Gesamtwochen/‑monate, AuszeichnungChartplatzierungen (Jahr, Titel, Musiklabel, Platzierungen, Wochen/Monate, Auszeichnungen, Anmerkungen) | Höchstplatzierung, Gesamtwochen/‑monate, AuszeichnungChartplatzierungen (Jahr, Titel, Musiklabel, Platzierungen, Wochen/Monate, Auszeichnungen, Anmerkungen) | Höchstplatzierung, Gesamtwochen/‑monate, AuszeichnungChartplatzierungen (Jahr, Titel, Musiklabel, Platzierungen, Wochen/Monate, Auszeichnungen, Anmerkungen) | Höchstplatzierung, Gesamtwochen/‑monate, AuszeichnungChartplatzierungen (Jahr, Titel, Musiklabel, Platzierungen, Wochen/Monate, Auszeichnungen, Anmerkungen) | Höchstplatzierung, Gesamtwochen/‑monate, AuszeichnungChartplatzierungen (Jahr, Titel, Musiklabel, Platzierungen, Wochen/Monate, Auszeichnungen, Anmerkungen) | Anmerkungen |
| Jahr | Titel Musiklabel                                             | DE | AT | CH | UK | US | Anmerkungen |
| ---- | ------------------------------------------------------------ | --- | --- | --- | --- | --- | --- |
| 1962 | Surfin’ Safari Capitol                                       | — | — | — | — | US32 (37 Wo.)US | Erstveröffentlichung: 1. Oktober 1962 |
| 1963 | Surfin’ U.S.A. Capitol                                       | — | — | — | UK17 (7 Wo.)UK | US2 Gold · (78 Wo.)US | Erstveröffentlichung: 25. März 1963 |
| 1963 | Surfer Girl Capitol                                          | — | — | — | UK13 (14 Wo.)UK | US7 Gold · (56 Wo.)US | Erstveröffentlichung: 16. September 1963, in UK erst 1967 in den Charts                                                                                   |
| 1963 | Little Deuce Coupe Capitol                                   | — | — | — | — | US4 Platin · (46 Wo.)US | Erstveröffentlichung: 7. Oktober 1963 |
| 1964 | Shut Down Vol. 2 Capitol                                     | — | — | — | — | US13 Gold · (38 Wo.)US | Erstveröffentlichung: 2. März 1964 |
| 1964 | All Summer Long Capitol                                      | — | — | — | — | US4 Gold · (49 Wo.)US | Erstveröffentlichung: 13. Juli 1964 |
| 1964 | The Beach Boys’ Christmas Album Capitol                      | — | — | — | — | US66 Gold · (23 Wo.)US | Erstveröffentlichung: 9. November 1964 Weihnachtsalbum |
| 1965 | The Beach Boys Today! Capitol                                | DE14 (4 Mt.)DE | — | — | UK6 (25 Wo.)UK | US4 Gold · (50 Wo.)US | Erstveröffentlichung: 8. März 1965 in UK erst 1966 in den Charts Platz 270 der Rolling-Stone-500                                                          |
| 1965 | Summer Days (And Summer Nights!!) Capitol                    | DE18 (2 Mt.)DE | — | — | UK4 (22 Wo.)UK | US2 Gold · (33 Wo.)US | Erstveröffentlichung: 5. Juli 1965 |
| 1965 | Beach Boys’ Party! Capitol                                   | DE4 (8 Mt.)DE | — | — | UK3 (14 Wo.)UK | US6 (24 Wo.)US | Erstveröffentlichung: 8. November 1965 |
| 1966 | Pet Sounds Capitol                                           | DE16 (3 Mt.)DE | — | CH41 (2 Wo.)CH | UK2 ×2Doppelplatin · (45 Wo.)UK | US10 Platin · (48 Wo.)US | Erstveröffentlichung: 16. Mai 1966; Juni 1990 (US, mit zwei neuen Songs); September 1995 (UK) Platz 2 der Rolling-Stone-500 Charteinstieg in CH erst 2016 |
| 1967 | Smiley Smile Brother                                         | — | — | — | UK9 (8 Wo.)UK | US41 (21 Wo.)US | Veröffentlichung: 18. September 1967 |
| 1967 | Wild Honey Capitol                                           | DE20 (2 Mt.)DE | — | — | UK7 (15 Wo.)UK | US24 (15 Wo.)US | Erstveröffentlichung: 18. Dezember 1967 |
| 1968 | Friends Capitol                                              | — | — | — | UK13 (8 Wo.)UK | US126 (10 Wo.)US | Erstveröffentlichung: 24. Juni 1968 |
| 1969 | 20/20 Capitol                                                | DE23 (3 Mt.)DE | — | — | UK3 (10 Wo.)UK | US68 (11 Wo.)US | Erstveröffentlichung: 10. Februar 1969 (Capitol) |
| 1970 | Sunflower Brother/Reprise                                    | — | — | — | UK29 (6 Wo.)UK | US151 (4 Wo.)US | Erstveröffentlichung: 31. August 1970 Platz 380 der Rolling-Stone-500                                                                                     |
| 1971 | Surf’s Up Brother/Reprise                                    | — | — | — | UK15 (7 Wo.)UK | US29 (17 Wo.)US | Erstveröffentlichung: 30. August 1971 |
| 1972 | Carl and the Passions – „So Tough“ Brother/Reprise           | — | — | — | UK25 (1 Wo.)UK | US50 (20 Wo.)US | Erstveröffentlichung: 15. Mai 1972 in US als Doppelalbum zusammen mit einer Wiederveröffentlichung des Albums Pet Sounds                                  |
| 1973 | Holland Brother/Reprise                                      | — | — | — | UK20 Silber · (7 Wo.)UK | US36 (30 Wo.)US | Erstveröffentlichung: 8. Januar 1973 |
| 1976 | 15 Big Ones Brother/Reprise                                  | — | — | — | UK31 Silber · (3 Wo.)UK | US8 Gold · (27 Wo.)US | Erstveröffentlichung: 28. Juni 1976 |
| 1977 | The Beach Boys Love You Brother/Reprise                      | — | — | — | UK28 (1 Wo.)UK | US53 (7 Wo.)US | Erstveröffentlichung: 11. April 1977 |
| 1978 | M.I.U. Album Brother/Reprise                                 | — | — | — | — | US151 (4 Wo.)US | Erstveröffentlichung: 2. Oktober 1978 größtenteils aufgenommen an der Maharishi International University                                                  |
| 1979 | L.A. (Light Album) Caribou                                   | — | — | — | UK32 (6 Wo.)UK | US100 (13 Wo.)US | Erstveröffentlichung: 19. März 1979 |
| 1980 | Keepin’ the Summer Alive Caribou                             | — | — | — | UK54 (3 Wo.)UK | US75 (6 Wo.)US | Erstveröffentlichung: 24. März 1980 |
| 1985 | The Beach Boys Caribou                                       | DE60 (2 Wo.)DE | — | — | UK60 (2 Wo.)UK | US52 (14 Wo.)US | Erstveröffentlichung: 10. Juni 1985 |
| 1989 | Still Cruisin’ Caribou                                       | DE26 (12 Wo.)DE | AT12 Gold · (2 Mt.)AT | CH25 (2 Wo.)CH | — | US46 Platin · (22 Wo.)US | Erstveröffentlichung: 28. August 1989 |
| 1992 | Summer in Paradise a Brother/EMI                             | DE81 (6 Wo.)DE | — | CH37 (2 Wo.)CH | — | — | Erstveröffentlichung: 3. August 1992 |
| 1996 | Stars and Stripes Vol. 1 River North                         | — | — | — | — | US101 (8 Wo.)US | Erstveröffentlichung: 19. August 1996 |
| 2012 | That’s Why God Made the Radio Capitol                        | DE36 (4 Wo.)DE | AT42 (2 Wo.)AT | CH36 (2 Wo.)CH | UK15 (3 Wo.)UK | US3 (8 Wo.)US | Erstveröffentlichung: 5. Juni 2012 |
| 2018 | The Beach Boys with the Royal Philharmonic Orchestra Capitol | — | — | — | UK4 Silber · (10 Wo.)UK | US165 (1 Wo.)US | Erstveröffentlichung: 8. Juni 2018 |

grau schraffiert: keine Chartdaten aus diesem Jahr verfügbar

Die Beach Boys veröffentlichten von 1962 bis 2015 insgesamt 29 Studio-Alben sowie drei Livealben in den Jahren 1964, 1970 und 1973. Beach Boys Concert ist ihr einziges reguläres Album, das die Billboard Charts anführte.
Die Band veröffentlichte von 1961 bis 1996 insgesamt 75 Singles, von denen 58 in die amerikanischen Billboard-Charts gelangten. Ihre erste Notierung war der Titel Surfin, der im November 1961 Platz 75 erreichte, ihre letzte Hitparadenplatzierung gelang ihnen mit Fun, Fun, Fun (eine Neuaufnahme zusammen mit Status Quo) am 1. Februar 1996 mit Platz 24 in England. In den USA kamen insgesamt vier Singles auf Rang eins, weltweit waren es neun. Ihr letztes Album That’s why god made the Radio, das 2012 Platz 3 der Billboard Charts erreichte, war – historisch betrachtet – dahingehend bemerkenswert, da es die Spanne zwischen dem ersten und letzten Top–10–Album einer Band, auf 49 Jahre und eine Woche verlängerte. Der bisherige Rekord der Beatles lag bei 47 Jahren.
1966 begann ihre Plattenfirma Capitol Records, Best-Of-Sammlungen der Beach Boys zu veröffentlichen. Drei dieser Zusammenstellungen erreichten den ersten Rang in den Charts. Zudem haben die Beach Boys über die Jahre hinweg ein Dutzend Alben aufgenommen, die nicht veröffentlicht wurden. Einige Lieder aus diesen Alben erschienen über die Jahre auf diversen Beach-Boys-Samplern.

## Produktion
Den Angaben auf den Schallplattencovern zufolge produzierte der Capitol-Produzent Nick Venet die ersten beiden Alben, obwohl ein erheblicher Teil der Produktionsarbeit wahrscheinlich von Brian Wilson geleistet wurde. Vor allem aus den Session-Sheets geht hervor, dass Venets Rolle bei der Produktion lediglich darin bestand, die verschiedenen Takes anzusagen. Arrangements und Klanggebilde stammten von Wilson, der sich öfter darüber beklagte, dass Venet versuchte, den Sound zu verändern. Ab dem dritten Album Surfer Girl wurde Wilson offiziell als Produzent aufgeführt. Damit waren die Beach Boys die erste Band, die sich selbst produzierte. Sie ebneten so den Weg für Generationen von Musikern und Bands, die zuvor immer einem Produzenten unterstellt waren, den die Plattenfirma der Band zuwies. Mit der Veröffentlichung von Smiley Smile, also nach dem verstärkten Rückzug Brian Wilsons, wurden auf den Plattencovern „The Beach Boys“ als Produzenten angegeben, wobei die einzelnen Lieder meistens von einem Bandmitglied oder in Teamarbeit produziert wurden und vor allem Carl Wilson die Führungsrolle übernahm. Nachdem Brian Wilson Mitte der 1970er Jahre wieder zwei Alben produzierte, folgte ihm Alan Jardine und danach Bruce Johnston als Produzent nach. Ab 1985 setzten die Beach Boys zumeist externe Produzenten wie Steve Levine (1985) und Terry Melcher (von 1986 bis 1993) ein.
Die Beach Boys sorgten ab 1963 für ein weiteres Novum. Sie benutzten nicht das Studio ihrer Plattenfirma für ihre Aufnahmen, sondern setzten durch, sich ihren Aufnahmeort selbst wählen zu dürfen. Selbst die Beatles nahmen zu dieser Zeit nur die hauseigenen Abbey Road Studios der EMI in Anspruch. Bevorzugtes Studio der Beach Boys waren die Western Studios in Los Angeles, aber auch die Gold Star Studios. 1967 errichtete Brian Wilson ein Heimstudio, das die Beach Boys verwendeten. Dieses Studio wurde 1970 als Brothers Studio nach Santa Monica verlegt. 1972 bauten sie ein weiteres Studio in den Niederlanden.

## Texte

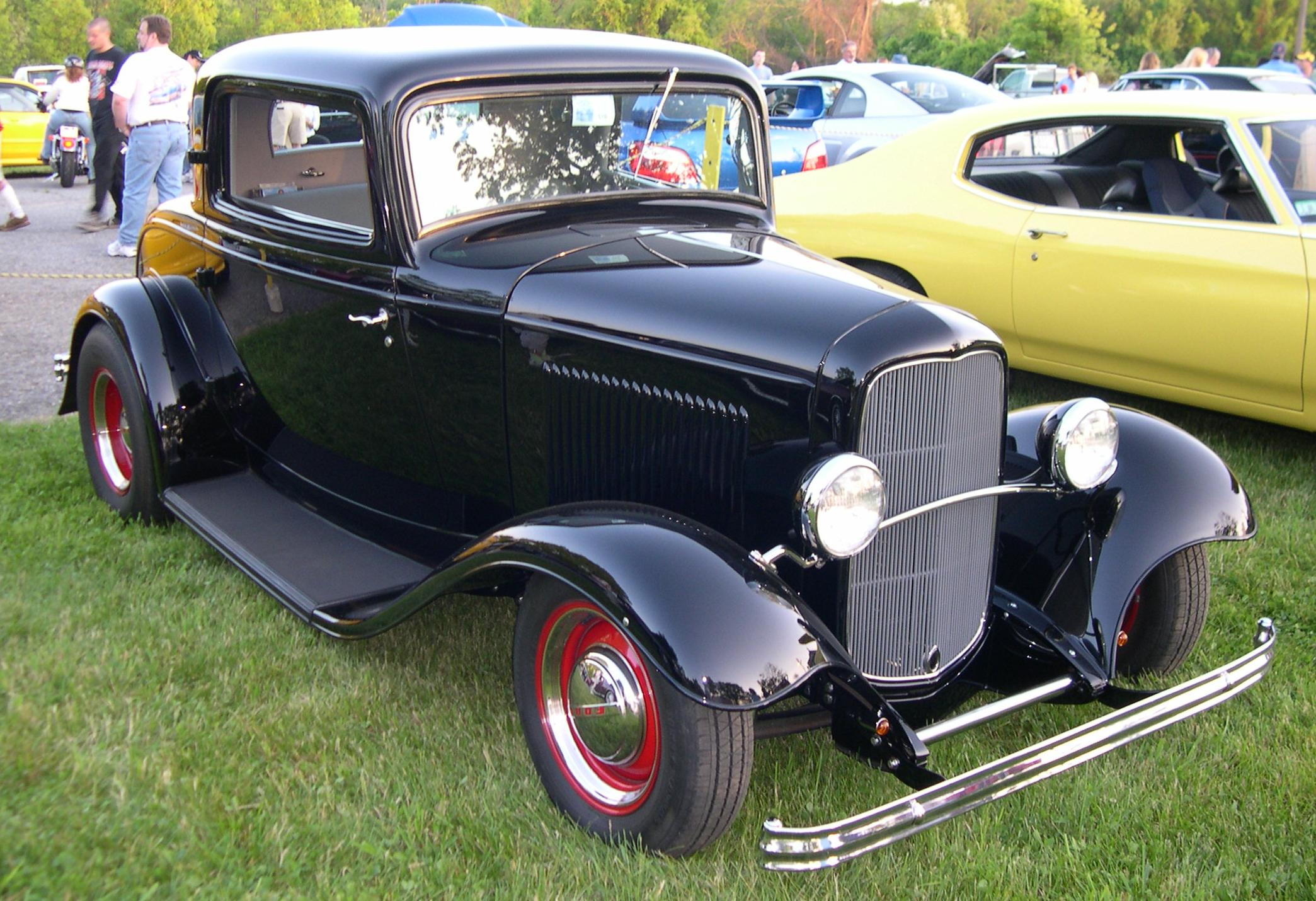
Ford Modell B Deuce Coupe Hot Rod

Die ersten Alben der Band handelten vom unbeschwerten Leben in Kalifornien und Teenagerinteressen wie Surfen, Mädchen und schnellen Autos (Hot Rods). Zu Letzteren zählen das Ford Modell B, das dem Album Little Deuce Coupe den Namen gab, sowie der Ford Thunderbird, den die Protagonistin in Fun Fun Fun vom Nachfolgeralbum Shut Down Vol. 2 fährt. Brian Wilson drückte dies folgendermaßen aus:

“You can always write about social issues but who gives a damn. I like to write about something these kids feel is their whole world.”

„Man kann immer über soziale Fragen schreiben, aber wer schert sich drum. Ich mag es, über etwas zu schreiben, was für diese Kids ihre ganze Welt ausmacht.“

In My Room war das erste Beispiel für einen eher persönlichen Inhalt. Später behandelten die Texte auch andere Themen und wurden persönlicherer und komplexer. Auf Pet Sounds, das teilweise autobiografische Texte über Liebe, Verlust der Unschuld, Kindheit und Erwachsenwerden beinhaltet, wurde Brian Wilson von Tony Asher als Texter unterstützt. Auf dem zunächst unvollendet gebliebenen Smile-Album entfernte Wilson sich von Themen wie Liebe und Romantik. Seine Gedanken zum American Dream und Transzendentalität wurden von Van Dyke Parks zu surrealen und assoziativ-bildhaften Texten verdichtet, wie sie insbesondere bei Surf’s Up! und Heroes and Villains vorliegen. Mit diesen Themen änderte sich Wilsons Musik und deren Arrangements.
In der zweiten Hälfte der 1960er Jahre änderte sich die Thematik abermals stark. Neben ihrer Erfahrung mit der Transzendentalen Meditation schrieb vor allem Brian Wilson über Alltagserlebnisse, die sich meistens in seinem Haus abspielten – dies konnte ein Glas Honig sein oder die Vorfreude auf die bevorstehende Vaterschaft. Ebenso schrieb Wilson über seine persönlichen Probleme, was sich in den Liedern Time to Get Alone, Busy Doin’ Nothing und Til I Die manifestierte.
Zu Beginn der 1970er Jahre wurden die Themen wieder ernster. Neben dem Hinweis auf Probleme des Kapitalismus, des Krieges, und der Umweltzerstörung (Beispiel: Don’t Go Near the Water von 1971) wurde ihre Liebe zu Kalifornien thematisiert. Nach den Erfolgen ihrer Hit-Kompilationen setzte Mike Love auf die Nostalgiewelle und versuchte wieder verstärkt, Themen wie Surfen, Sonne, Mädchen und die früheren besseren Zeiten in den Mittelpunkt zu rücken.

## Musik
Die Musik der Beach Boys wurde durch die unterschiedlichen Vorlieben ihrer Mitglieder bestimmt: Brian Wilsons Haupteinflüsse waren die Musik George Gershwins und der Four Freshmen sowie die Arrangements von Phil Spector. Carl Wilson wurde durch Rock ’n’ Roll und dabei speziell die Gitarrenriffs von Chuck Berry inspiriert. Dennis Wilson führte zumindest gelegentlich ein Leben am Strand, das die Beach Boys viele Jahre „besangen“. Seine Eindrücke schilderte er seinem Bruder Brian Wilson. Die Kombination dieser drei Einflüsse prägte ihren „kalifornischen Sound“ in den ersten Jahren.
Auf dem ersten Album waren Mike Love und Brian Wilson als Leadsänger vertreten. Love sang die Rock-’n’-Roll-Stücke und Wilson die Balladen. Die Arrangements der Lieder waren anfangs relativ einfach, wurden später aber – unter anderem beeinflusst durch Phil Spectors Technik der Wall of Sound – zunehmend ausgereifter und aufwendiger, so dass für die Aufnahme eines Liedes meist über 40 Studiomusiker anwesend waren. Ab dem verstärkt durch Soulmusik geprägten Album Wild Honey (1967) wurden die Songs wieder einfacher arrangiert und die Instrumente von der Band selbst eingespielt. Da ab diesem Zeitpunkt die anderen Bandmitglieder komponierten und produzierten, wurde der Stil der Beach Boys facettenreicher.
In den frühen 1970er Jahren wurde die Musik durch die südafrikanischen Musiker Fataar und Chaplin zunehmend R&B-lastiger. Dies änderte sich erst 1976, als Brian Wilson wieder zur Band zurückkehrte. Er beschäftigte sich zu dieser Zeit, wie sein Bruder Carl, intensiv mit dem Moog-Synthesizer und setzte diesen verstärkt auf den Alben ein. Dies veränderte den Klang der Lieder nachhaltig. Das Album The Beach Boys Love You wurde fast ausschließlich mit dem Moog eingespielt. Gegen Ende der 1970er Jahre versuchten die Beach Boys so zu klingen wie in jüngeren Jahren und setzten vollends auf die „Nostalgiewelle“.
1985 wollte der neue Produzent der Beach Boys, Terry Melcher, einen neuen Sound für die Band kreieren. Die Musik wurde vermehrt durch elektronische Komponenten wie z. B. elektronisches Schlagzeug, E-Bass und einen dominierender Keyboard-Klang bestimmt. Zudem wurde auf die für die Beach Boys typische Falsettstimme verzichtet. Die ebenfalls typischen vierstimmigen Vokalharmonien der Gruppe wurden nur noch vereinzelt verwendet, und stattdessen teilten sich die verschiedenen Sänger die Lead-Stimmen untereinander auf. Auf dem letzten Album Summer in Paradise wurde die verfügbare Studiotechnik noch mehr eingesetzt. Aufgrund des fremdartigen und elektronischen Klangs wurde es von der Fangemeinde komplett ignoriert.

### Harmonik

Vierstimmiger Chorsatz aus Their Hearts Were Full of Spring im Arrangement von Brian Wilson

Die musikalischen Komponenten und die Kompositionsweise veränderten sich über die Jahre hinweg ebenfalls. Brian Wilson schrieb anfangs Stücke mit einfachen Kadenzformeln. Beispiele für die Beschränkung auf wenige Akkorde sind Surfin’ USA mit den Stufen I, IV und V oder Little Deuce Coupe mit den Stufen I, II, IV, und V.
Der Bass ist in vielen Stücken einfach gehalten und beschränkt sich oft auf das Spielen des Akkordgrundtones in gleichmäßigen Vierteln oder mittels langgehaltener Orgeltöne. Exemplarisch dafür sind die Titel Country Air mit vollkommen durchgehaltener Grundtonbegleitung, der Abschnitt ab 2:30 min in Good Vibrations, und Vegetables, das sich bis auf einen kurzen A-cappella-Einwurf auf das Spielen der Grundtöne von D-Dur, A-Dur und E7 in gleichmäßigen Vierteln beschränkt. Der Refrain von California Girls (siehe Notenbeispiel) beschränkt sich auf akkordeigene Grundtöne in Vierteln. Später wurde es Wilsons Markenzeichen, dass er den Bass versetzte und nicht mehr nur den Grundton spielte, sondern ihn auch auf Terz oder Quinte aufbaute. Die Transponierung um einen Halbton wurde ebenso wie erweiterte Akkorde, komplexere und ungewöhnliche Akkordfortschreitungen, Wechsel in entfernte Tonarten und chromatische beziehungsweise enharmonische Modulationen öfters angewendet.

Wechsel der Tonarten im Refrain des Titels California Girls

Ein verstärkter Einsatz von Chromatik mit einer halbtönig abwärts geführten Tenorstimme und Vierklängen ist in Their Hearts Were Full of Spring (Notenbeispiel) zu beobachten. Ein Beispiel für den mehrmaligen Wechsel der Tonart innerhalb eines Titels ist der Refrain von California Girls (Notenbeispiel). Hier wechselt innerhalb weniger Takte die Tonart von H-Dur zu A-Dur, dann zu G-Dur und wieder zu H-Dur. In jeder neuen Tonart wird dabei die erste Stufe und der Septakkord der zweiten Stufe gebracht. In Warmth of the Sun unterlegt Wilson die Melodie mit der ungewöhnlichen Akkordfolge C – Am – Eb – Cm – Dm – G – G+. Dabei fällt besonders der Akkord Eb, aber auch Cm aus dem Rahmen sonst üblicher I-VI-IV-V-Akkordprogressionen der Popmusik, was dem Titel ein Jazzfeeling verleiht. Eine komplexe, Barbershop-Elemente mit Jazz verbindende Harmonik weist auch der Titel Heroes and Villains auf. Ebenso ungewöhnlich und überraschend ist die Akkordfolge D/A – Hm6 – F#m – F#m7 – F#m6/A – E/B – Cdim – E/B – Bm7–5 – A – E/G# – F#m7 – E im Titel God Only Knows oder im rein instrumentalen Let’s Go Away for a While vom Album Pet Sounds. Kurze Abschnitte der Titel auf Pet Sounds (I Know There’s an Answer, 1:39 bis 1:46 min und 2:27 bis 2:34 min) oder Smiley Smile fallen sogar gänzlich aus dem sie umgebenden harmonisch-tonalen Rahmen heraus.

### Vokalsatz
Bereits die Gruppe The Everly Brothers sangen Harmonien. Im Vokalsatz der Band The Beach Boys wechseln auch innerhalb einzelner Titel einstimmig oder unisono gehaltene mit vierstimmigen Abschnitten, in denen die melodisch führende Oberstimme von rhythmischen Einwürfen oder längergehaltenen Harmonien der anderen Stimmen begleitet und kontrastiert wird. Öfters bewirken dabei die von der Einstimmigkeit bis zur Vierstimmigkeit nacheinander einsetzenden Stimmen – wie zum Beispiel in 0:49 bis 0:53 min von Little Deuce Coupe – eine sukzessive Steigerung der klanglichen und harmonischen Dichte. Öfters wechseln – wie zum Beispiel in Titeln wie Fun, Fun, Fun oder Heroes and Villains – primär einstimmige Passagen mit vierstimmigem Vokalsatz.
Typisch ist die Begleitung/Kontrastierung der einzelnen Oberstimme durch wiederholte, rhythmisch angelegte Einwürfe der restlichen Stimmen. Gut zu beobachten ist dies im Titel I Get Around. Dieser beginnt mit einer viertaktigen sich von der Einstimmigkeit bis zur Vierstimmigkeit steigernden im A-cappella-Einsatz vorgetragenen primär rhythmisch und rein harmonisch gehaltenen Figur. Danach (0’08 bis 0’19) wird die in lang gehaltenen Notenwerten agierende Oberstimme mittels des ständigen Einwurfs der Anfangsfigur der übrigen Stimmen – mit einem anderen Text als die Oberstimme (…get around, ’round, ’round, I get around) – kontrastiert. Dem folgt (0:20 bis 0:38 min) eine einstimmig und dünner instrumentierte gehaltene Passage. Im Rest des Titels wiederholt sich dieses Wechselspiel mehrmals. Weitere Beispiele sind die Begleitung der Oberstimme durch in Achteln gesetzte, rhythmische Harmonien (la-la-la-la in 0:37 bis 0:52 min) im Titel You’re so Good to Me oder die rhythmischen Einwürfe (“…inside, outside USA”) im Song Surfin’ USA.

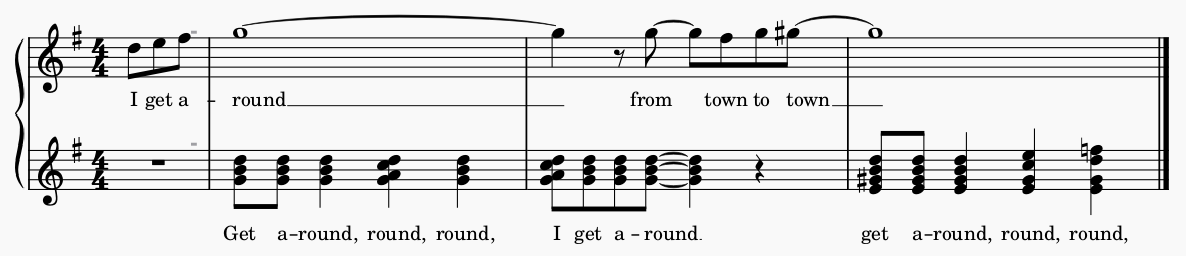
Leadvocals und begleitende/kontrastierende Harmoniestimmen im Titel I Get Around

In Titeln und Abschnitten mit einer in kürzeren Notenwerten gehaltenen Oberstimme werden meist langgezogene Harmonien oder Liegetöne der restlichen Stimmen eingesetzt. Ein Beispiel hierfür ist die Strophe (0:07 bis 0:22 min) des Titels Little Deuce Coupe. Die in Achtelwerten erscheinende Oberstimme wird hier durch langgehaltene Harmonien der anderen Vokalisten begleitet.
Wie sich die Gestaltung von Oberstimmen und den restlichen Stimmen gegenseitig bedingt, ist exemplarisch am Titel Be True to Your School (ab 0:41 min) gut zu beobachten. An Stellen mit einer bewegten Oberstimme beschränken sich die Begleitstimmen – um nicht in Konflikt mit dieser zu geraten – auf langgehaltene Harmonien. Sobald die Oberstimme aber einen länger liegenden Ton aufweist, nützen dies die restlichen Stimmen für selbstständige Einwürfe.
In Balladen wie In My Room oder Girls on the Beach ist der Vokalsatz mehrheitlich vierstimmig mit einigen von der Oberstimme dominierten Passagen (beispielsweise im Titel Wendy oder Let Him Run Wild). Kontrastierende Einwürfe der übrigen Stimmen sind eher selten.
Vereinzelt wird auch auf den Vokalsatz völlig  verzichtet, und das Stück instrumental eingespielt (Boogie Woodie, Misirlou, Honky Tonk, Let’s Go Trippin’).

### Rhythmus und Metrik
Die frühen Aufnahmen der Band verfügen meist über einen durchgehaltenen, zeitgenössisch-konventionellen Schlagzeugpart mit Betonung der Taktschwerpunkte 1 und 3, Snaredrum auf 2 und 4, und einen konstanten Achtel beziehungsweise Viertelpuls auf den Becken. Neben schnellen Titeln im 4/4-Takt stehen langsame, meist im triolisch empfundenen 12/8-Takt komponierte Balladen wie zum Beispiel Surfer Girl, The Warmth of the Sun, In My Room oder The Girls on the Beach.
Ab den Alben Pet Sounds und Smiley Smile ändert sich dies. Der perkussive Teil ist stark reduziert. Wenn Stücke nicht ganz ohne Rhythmusinstrumente gesetzt sind, werden sie oft nur spärlich mit einem allerdings erweiterten Arsenal an melodischeren Perkussionsinstrumenten ergänzt. Häufig beschränkt sich der Anteil der Perkussion auf ein dezentes Andeuten der Viertelschläge (Don’t Talk), nur des Taktanfanges (You Still Believe in Me), oder das gelegentliche Setzen von Akzenten (That’s Not Me). Der rein instrumentale Titel Pet Sounds verbreitet allerdings durch den Einsatz diverser Perkussionsinstrumente einen fast schon lateinamerikanisch anmutenden Charakter. Auf ihrem Nummer-eins-Hit Kokomo aus dem Jahr 1988 setzen die Beach Boys wieder lateinamerikanische Perkussion ein. Der extreme Gegensatz zwischen hohen und gelegentlich eingesetzten tiefen Schlaginstrumenten tritt auch in anderen Titeln von Pet Sounds hervor, etwa Caroline, No.

### Form
Mit 59 % ist die Mehrzahl von Brian Wilsons Kompositionen in der Verse/Chorus-Form gehalten. Bei den Songs der Beatles ist dieser Anteil mit 24 % dagegen deutlich geringer. Der Anteil der Beach-Boys-Titel an der AABA-Form ist mit 29 % – Beatles dagegen 76 % – relativ gering.
Auffallend oft benutzten Wilson wie auch Lennon/McCartney in der Popmusik der frühen 1960er Jahre ansonsten eher selten verwendete Bluesformen und daraus abgeleitete Formen (Surfer Girl, Good Vibrations). Diese Formen werden selten für den gesamten Song, sondern meist nur für einzelne Teile eingesetzt. In Little Deuce Coupe verwendet Wilson sie beispielsweise in der Strophe, aber nicht im Refrain. Umgekehrt ist es in den Titeln Dance, Dance, Dance oder Surf City.

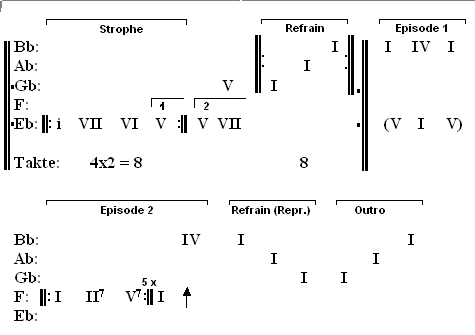
Formale und harmonische Übersicht zum Titel Good Vibrations

Manchmal wandelt er dabei auch, speziell in den letzten vier Takten, die vorgegebene Form ab.
Diese Schemata werden in späteren Songs (auf den Alben Pet Sounds oder Smiley Smile) erweitert, aber nicht prinzipiell aufgehoben. Der verstärkte Einsatz von experimentellen musikalischen Mitteln macht sie allerdings weniger bemerkbar. So weist Good Vibrations in der ersten Hälfte des Titels noch einen regelmäßigen Aufbau mit Strophe und Refrain auf, welcher in Taktgruppen mit Zweierpotenzen (2, 4, 8, 16, 32, 64) konstruiert ist. Danach schließen sich zwei Episoden/Einschübe an, die unregelmäßig auch mit ungeraden Taktlängen gebaut sind und sich auch von der Instrumentierung und dem Stimmungsgehalt deutlich von Strophe und Refrainteil abheben. In ähnlicher Weise in mehrgliedriger Form angelegt ist der Titel Heroes and Villains.
Beginnend mit dem Album Pet Sounds individualisierte sich der Sound der Band durch den Einsatz damals unüblicher Instrumente und komplexerer Strukturen zunehmend von konventionellen Traditionen der Popmusik. Ab Pet Sounds und stärker noch Smiley Smile setzte Brian Wilson verstärkt eine Art von Montage beziehungsweise Collagetechnik ein, indem er unterschiedliche und oft zu verschiedenen Zeitpunkten entstandene kurze Einfälle oder musikalische Motive oder Riffs im Studio miteinander kombinierte und zu einem Song verband. Er beschrieb dieses Vorgehen in Bezug auf den Titel Good Vibrations selber in folgenden Worten:

“I had a lot of unfinished ideas, fragments of music I called ‘feels’. Each feel represented a mood or an emotion I’d felt, and I planned to fit them together like a mosaic.”

„Ich hatte viele unvollständige Ideen, Fragmente von Musik, die ich ‚feels‘ nannte. Jedes ‚feel‘ repräsentierte eine Stimmung oder Emotion, die ich empfand, und ich plante, diese wie ein Mosaik zusammenzubringen.“

### Instrumentierung
Typische Markenzeichen der frühen Aufnahmen sind der sauber intonierte mehrstimmige Vokalsatz, die meistens von Brian Wilson und später auch von Al Jardine gesungene hohe Falsettstimme, der Sound der Twang-Gitarre (I Get Around), sowie Einwürfe der Hammondorgel (Fun, Fun, Fun, Surfin’ USA). Angesichts der häufig komplexen Chorsätze ist der instrumentale Teil der Beach-Boys-Songs häufig sparsam und einfach gehalten.
In den späteren Aufnahmen der Band werden diese Schemata häufig durchbrochen und erweitert. Im für damalige Verhältnisse aufwendig produzierten Titel Good Vibrations beschritt die Band von der formalen Gliederung und Instrumentierung her neue Wege. Der Titel weist für einen dreieinhalb Minuten dauernden Song eine vielfältige aus verschiedenen Abschnitten gebildete modulare Struktur auf und ist ungewöhnlich instrumentiert. Die einzelnen Abschnitte heben sich in Bezug auf Rhythmus, Klangbild und Stimmung deutlich voneinander ab. Die genreüblichen Gitarren wurden weggelassen und unübliche Instrumente wie das Tannerin, ein rhythmisch verwandtes Cello, Mundharmonika und ein klanglich verändertes Klavier eingesetzt. Brian Wilson beschrieb die musikalischen Strukturelemente und den tontechnischen Entstehungsprozess des Titels folgendermaßen:

“Within the three minutes and thirty-five seconds of ‘Good Vibrations’, Brian explains, there were a lot of riff changes. It had a lot of movements […] changes, changes, changes. Building harmonies here, drop this voice out, this comes in, bring the echo chamber in, do this, put the Theremin there, bring the cello up a little louder here […] a series of intricate harmonies and mood changes […] I mean it was a real production. The biggest production of our life.”

„Innerhalb der drei Minuten und fünfunddreißig Sekunden von Good Vibrations, erklärt Brian, treten viele Änderungen am Riff auf. Der Song hat viel Bewegung […] Wechsel, Wechsel, Wechsel. Hier Harmonien aufbauen, blende diese Stimme aus und jene ein, setz’ den Hallraum ein, mach’ das, nimm das Theremin dort, mache das Cello ein wenig lauter […] eine Abfolge von komplizierten Harmonien und Stimmungswechseln […] Ich meine, es war eine richtige Produktion, wohl die größte Produktion unseres Lebens.“

Genauso sind in Kontrast zu den aufwändig besetzten und produzierten Songs oder Abschnitten manche Stücke im Sinne eines bewussten Understatement spärlich instrumentiert. Dies bewirkt wie zum Beispiel im Titel Wonderful mitunter eine instabile und zweideutige beziehungsweise unklare Tonalität der oft nur mit einstimmigem Gesang und vereinzelten Basstönen oder Geräuschen versehenen und ohnehin häufig harmonisch „gewagten“ Kompositionen. In manchen Titeln fällt eine ungewöhnliche instrumentale Kombination auf. So wird in She’s Goin Bald der A-cappella-Gesang in ungewohnter Form mit Perkussion kombiniert.
Der Titel Fall Breaks and Back to Winter (W. Woodpecker Symphony) verwendet ungewöhnliche Instrumente wie Holzblöcke, Windspiele und Röhrenglocken. Der Song God Only Knows verwendet in der Einleitung eher mit klassischer Musik assoziierte Instrumente wie Flügelhorn und Cembalo, und in I Know There’s an Answer wird ein Banjo benutzt. Ein Streichorchester wird auf Don’Talk und Let’s Go Away For a While (Pet Sounds) eingesetzt. Auf Let’s Go Away For a While fallen zu Beginn des Titels hochgestimmte Glöckchen auf.
Besonders auf den Alben Pet Sounds und Smiley Smile setzte die Band bei vielen Songs neuartige Stilmittel wie Geräusche (Blasen auf einer Flasche und Geräusch des Einschenkens in ein Wasserglas beim Titel Vegetables), Fahrradklingeln, Aufnahmen von vorbeifahrenden Zügen und bellenden Hunden (Caroline, No), Manipulation/Hochziehen der Bandgeschwindigkeit (She’s Goin’ Bald und Wind Chimes), Echo- (Good Vibrations) und Halleffekte (Wind Chimes, You Still Believe in Me) oder lange Pausen (The Little Girl I Once Knew) ein.

## Mythos Kalifornien
Die Beach Boys waren mit ihrer Musik und ihren Texten wesentlich an der Schaffung des „Mythos Kalifornien“ und den damit verbundenen Metaphern und Symbolen beteiligt und werden in der öffentlichen Wahrnehmung meist untrennbar damit verbunden. Dieser Mythos beruht auf dem Versprechen beziehungsweise der Illusion eines endlosen Sommers, dem Primat des Augenblicks und eines ungebrochenen Optimismus sowie des unbegrenzten hedonistischen Vergnügens ohne störende Alltagssorgen, Krankheit oder Tod. Dieses Modell wurde von Greil Marcus in seinem Buch Mystery Train: Images of America in Rock ’n’ Roll Music beschrieben. Beach-Boy-Mitglied Al Jardine brachte es mit folgenden Worten selbstkritisch auf den Punkt:

“I think we had a lot to do with the population rush to California. People hearing the Beach Boys songs envisioned California as sort of a golden paradise where all you did was surf and sunned yourself while gorgeous blondes rubbed coconut oil on your body.”

„Ich denke, wir hatten viel mit der rasanten Zuwanderung nach Kalifornien zu tun. Menschen, die die Lieder der Beach Boys hörten, stellten sich Kalifornien als eine Art goldenes Paradies vor, in dem man nur surft und sich sonnt, während einen hinreißende Blondinen mit Kokosnussöl einreiben.“

Der damals nur in Hawaii, Kalifornien und Australien bekannte Sport des Wellenreitens (Surfing) wurde über Nacht weltweit bekannt. Dieser „kalifornische Mythos“ – und damit die Musik der Band – wurden dabei teilweise als Ausdrucksform der Lebenswirklichkeit einer rein weißen und relativ saturierten US-amerikanischen Mittelschichtjugend der 1960er Jahre und als modernisierte Form des amerikanischen Traums einer Nation beziehungsweise eines Lebens ohne Grenzen rezipiert. Das Surfen und der Geschwindigkeitsrausch mittels Autos oder Motorrädern wurde als amerikanisches Urerlebnis verherrlicht. So meinte der Rock-Kritiker Donald Lyons:

„Was bedeuten denn Autos und Surfbretter? […] Sie sind die Hauptcharakteristika des amerikanischen Bewegungsdranges. Autos verkörpern die aktive Nutzbarmachung natürlicher Energie durch die Maschine und Surfbretter das passive Vergnügen an natürlicher Energie mit Hilfe körperlicher Geschicklichkeit.“

Am 12. September 2008 wurde hierzu vom Stadtrat in Los Angeles der „Brian-Wilson-Tag“ ausgerufen. Stadtrat Jack Weiss erklärte: “He created our idea of California.” (deutsch: „Er hat unseren Begriff von Kalifornien geschaffen.“)
Die Band produzierte das konventionelle Idealbild eines Clans netter amerikanischer Jungen von nebenan und gab ihren Zuhörern damit ein leicht erreichbares Identifikationsmodell.

## Erfolge, Ehrungen und Auszeichnungen
Am 4. Juli 1985 spielten die Beach Boys zunächst vor einer Million Menschen in Philadelphia und danach vor 750.000 Zuhörern in Washington, D.C. Dies brachte ihnen einen Eintrag ins Guinness-Buch der Rekorde ein.
1981 erhielten die Beach Boys einen Stern am Hollywood Walk of Fame.
Die Beach Boys wurden im Jahr 1988 in die Rock and Roll Hall of Fame aufgenommen. Im Jahr 1998 folgte die Aufnahme in die Vocal Group Hall of Fame. Die Band wird oft als America’s Band bezeichnet. Allmusic.com bezeichnete die Gruppe als “Americas first, best rock band”. Brian Wilson wurde im Jahr 2006 in die UK Rock and Roll Hall of Fame aufgenommen.

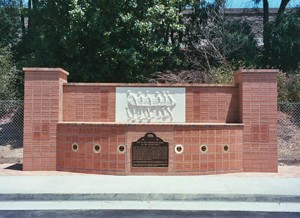
Historic Landmark 1041

Am 20. Mai 2005 wurde die Stelle, an dem das Geburtshaus der Wilsons stand, zu einem Historic Landmark des Staates Kalifornien erklärt und ein Wahrzeichen errichtet. Das Haus wurde 1986 abgerissen, um Platz für einen neuen Highway zu schaffen.
Die Beach Boys hatten im Laufe ihrer Karriere 36 Hits in den Top 40 der amerikanischen Billboard-Charts sowie 56 in den Billboard Hot 100. Dies ist mehr als jede andere amerikanische Band verzeichnen konnte. Unter diesen Hits waren vier Nummer-eins-Singles in den USA und neun Nummer-eins-Singles weltweit.
Das Magazin Rolling Stone führte die Beach Boys auf Rang zwölf der 100 Greatest Artists of All Time. Unter Zugrundelegung der Billboard-Charts sind die Beach Boys, bei Zusammenfassung von Single- und Albumverkäufen, die bislang erfolgreichste amerikanische Band. Das Album Beach Boys Concert, ein Live-Mitschnitt eines Konzertes in Sacramento, erreichte am Höhepunkt der Beatlemania Platz eins der Albencharts und wurde zum ersten Nummer-eins-Live-Album in der Geschichte der Billboard-Charts.
1967 erhielt die Band den bronzenen Bravo Otto der deutschen Jugendzeitschrift Bravo. 1999 bekamen die Beach Boys für Pet Sounds den Grammy in der Kategorie Album des Millenniums verliehen. Die Band lehnte die Auszeichnung ab und protestierte so gegen die späte Entscheidung der Juroren, die das Album erst 33 Jahre nach seinem Erscheinen gewürdigt hatten. 2001 erhielt die Band den Grammy für ihr Lebenswerk.
Die Beach Boys waren 2003 mit drei Alben in den 500 besten Alben des Rolling Stone vertreten: Sunflower auf Platz 380, The Beach Boys Today! auf Rang 270 und Pet Sounds auf Platz zwei (hinter Sgt. Pepper’s Lonely Hearts Club Band von den Beatles).
In der 2004 erschienenen Rolling-Stone-Liste der 500 besten Songs aller Zeiten sind die Beach Boys mit sieben Liedern vertreten. Sie platzierten sich mit Good Vibrations auf Rang sechs, God Only Knows wurde auf Rang 25 gewählt. Es folgen California Girls (71), Don’t Worry Baby (176), In My Room (209), Caroline, No (211) und Sloop John B. (271). In die Neuauflage von 2021 schafften es mit God Only Knows (11) und Good Vibrations (53) nur noch zwei Titel.
Bei der Verleihung der Goldenen Kamera 2016 erhielt die Gruppe die Auszeichnung in der Kategorie Lebenswerk Musik.

## Einfluss auf andere Musiker
Das Album Pet Sounds gilt in Fachkreisen als eines der bedeutendsten Alben der Musikgeschichte und hatte daher großen Einfluss auf viele andere Musiker: Paul McCartney und George Martin wiesen in Interviews häufiger auf die besondere Rolle des Albums hin. Letzterer ist der Meinung, dass ohne dieses Album der Beach Boys das Beatles-Album Sgt. Pepper’s Lonely Hearts Club Band nicht entstanden wäre. Es sei ein Versuch der Beatles, deren Song Paperback Writer direkt von den Harmonien der Beach Boys beeinflusst war, gewesen, mit Pet Sounds gleichzuziehen. Pet Sounds beeinflusste ferner die Alben Cold and Bouncy und Hawaii von The High Llamas sowie die beiden Alben UP und Reveal von R.E.M. Darüber hinaus bezeichnete McCartney das Lied God Only Knows als den „größten Song aller Zeiten“. Zudem wurde das Beatles-Lied Here, There and Everywhere davon beeinflusst.
Elton John sagte in einem Interview, dass ihn der Kompositionsstil von Brian Wilson nachhaltig beeinflusst habe. Künstler, die sich ebenfalls auf die Beach Boys als Inspiration berufen, sind XTC, Velvet Crush und Cornelius.
Zudem wurden einige Songs der Beach Boys von bekannten Künstlern neu aufgenommen: David Lee Roth und Nancy Sinatra coverten California Girls, Joss Stone, David Bowie und Neil Diamond sangen God Only Knows, Garbage verwendeten in Push It! ein Sample von Don’t Worry Baby.
Daryl Dragon und Toni Tennille (das einzige „Beach Girl“) gingen einige Jahre mit den Beach Boys auf Tournee. Sie machten später Karriere als das Duo Captain & Tennille. Dragon schrieb gemeinsam mit Dennis Wilson einige Lieder.
Richard Daniel Roman schrieb sein Lied Vive El Verano als Tribut an die Band.
Der Schauspieler John Stamos ist seit vielen Jahren regelmäßiger Gastmusiker und trat auf Beach-Boys-Konzerten und in Musikvideos in Erscheinung und sang die Leadstimme zu dem Lied Forever, das auf Summer in Paradise veröffentlicht wurde. In vielen Episoden seiner Fernsehserien gibt es Anspielungen auf die Beach Boys. Stamos produzierte den Fernsehfilm An American Band, der die Geschichte der Beach Boys erzählt und hat darin einen Cameo-Auftritt.
Die Töchter von Brian Wilson, Carnie und Wendy, bildeten gemeinsam mit Chynna Phillips, der Tochter von John und Michelle Phillips (The Mamas and the Papas), die Band Wilson Phillips.

## Filme
Bereits 1984 hatten die Beach Boys die Dokumentation An American Band veröffentlicht, die detailliert die Bandgeschichte wiedergibt. Sie endet mit Dennis Wilsons Tod. Im Jahr 1990 wurde mit Der Traum der Beach Boys (Originaltitel: „Summer Dreams: The Story of the Beach Boys“) die Bandgeschichte in einem Spielfilm dargestellt; der Schwerpunkt der Handlung lag auf dem Verhältnis der Brüder Brian und Dennis zum Vater Murry Wilson. Nach Carl Wilsons Tod folgte die Dokumentation Endless Harmony im Jahr 1998, die keine Überschneidungen mit An American Band aufwies. Die Beach Boys sowie viele Weggefährten erzählen hierbei die Geschichte der Band. Für diese Dokumentation wurden einige unveröffentlichte Lieder verwendet. Im Jahr 2000 folgte mit An American Family ein weiterer Spielfilm über die Beach Boys, der den Fokus auf ihre frühere Karriere richtete und Mitte der 1970er Jahre endete. 2015 wurde der Spielfilm Love & Mercy veröffentlicht, der sich mit dem Leben von Brian Wilson befasst. Wilson wird darin von John Cusack und Paul Dano gespielt.
In der Baywatch-Episode Staffel 6, Folge 4 („Alarm in der Diabolo-Bucht“) stellen The Beach Boys die Hauptmusik in Art und Form eines Musikvideos (Summer of Love) sowie längere Musikeinspielungen (u. a. Surfer Girl, California Girls). Während diese filmischen Einspielungen keinen Bezug zum Inhalt der Episode haben, stellt das filmische Benefizkonzert der Band (u. a. Summer in Paradies) den Hauptteil der Finanzierung zur Beseitigung von Umweltverschmutzung.

### Dokumentationen und Filme
- An American Band (Dokumentation, 1985)
- Summer Dreams – Der Traum der Beach Boys (Spielfilm, 1990)
- Endless Harmony (Dokumentation, 1998)
- An American Family (Spielfilm, 2000)
- Doin’ It Again (Dokumentation, 2012)
- Die Beach Boys - Genie und Wahnsinn (Dokumentation, 2023)

### The Beach Boys in Film und Fernsehen
- The Girls on the Beach (Spielfilm, 1965)
- The Monkey Uncle (Spielfilm, 1965)
- Trio mit vier Fäusten (Fernsehserie, 1985. Folge „Verwischte Spuren“)
- Du schon wieder (Fernsehserie, 1986. Folge „The Audition“)
- Full House (Fernsehserie, 1988. Folge „Beach Boys Bingo“)
- Full House (Fernsehserie, 1990. Folge „Our Very First Telethron“)
- Full House (Fernsehserie, 1992. Folge „Captain Video“)
- Baywatch – Die Rettungsschwimmer von Malibu (Fernsehserie, 1992. Folge „Surf’s Up“)
- Hör mal, wer da hämmert (Fernsehserie, 1997. Folge „The Karate Kids Returns“)
- Wilsberg: Morderney (Kriminalserie, 2018. Folge 58, "Morderney")